# Music of the Spheres World Tour
A Music of the Spheres World Tour a Coldplay brit rockegyüttes jelenleg is zajló, nyolcadik koncertkörútja. A 2021. október 14-én bejelentett turné a kilencedik (Music of the Spheres, 2021) és a tizedik (Moon Music, 2024) stúdióalbumuk népszerűsítésére szolgál, és a fellépések egyben a Covid19-világjárványt követő visszatérésüket is jelentik az élő koncertezéshez. A zenekar az előző, Everyday Life (2019) című lemezükkel környezetvédelmi okokból nem turnézott. Az elmúlt két évben kidolgozott terveik szerint a Head Full of Dreams Tourhoz (2016–17) képest 50%-kal csökkentik a CO2-kibocsátást.
A turné során a Mylo Xyloto Tour (2011–12) koncertjeihez hasonlóan nagymértékben használnak pirotechnikát és konfettit. Ezeket azonban úgy alakították át, hogy minimalizálják az együttes karbonlábnyomát. További innovációk közé tartozott a világ első, akkumulátorokról és megújuló energiaforrásokkal táplált színpad-energiaellátási megoldása a BMW-vel, valamint minden eladott jegy után egy fát ültettek el. A turné 2022. március 18-án kezdődött az Estadio Nacional de Costa Ricában, és a tervek szerint 2025. szeptember 8-án ér véget a londoni Wembley Stadionban. A Coldplay széleskörű elismerést kapott a zenekritikusoktól, akik dicsérték a zenekart a zeneiségükért, a színpadi jelenlétükért, a vidámságukért és a produkciós minőségükért.
A globális kulturális hatást kiváltó Music of the Spheres World Tour 194 fellépésből, 11,4 millió eladott jegy után 1,26 milliárd dolláros bevételt ért el, ami minden idők leglátogatottabb és második legnagyobb bevételt hozó turnéjává tette. A zenekar több rekordot is megdöntött a különböző helyszíneken. A koncertek tiszteletére a Music of the Spheres: Live at River Plate (2023) című koncertfilmet világszerte vetítették a mozikban. A koncertkörút során 59%-kal csökkentették a károsanyag-kibocsátást, aminek köszönhetően a Time magazin a Coldplay-t a bolygó legbefolyásosabb klímavédelmi vezetői közé sorolta. Hasonlóképpen, a Pollstar kijelentette, hogy „a fenntartható turnézás új korszakát” vezették be.

## Kidolgozás

### Háttér
A Coldplay nyolcadik, Everyday Life (2019) című albumának megjelenése után Chris Martin kijelentette, hogy a zenekar addig nem turnézik, amíg nem tudják biztosítani, hogy a koncertjeik környezetbarátok legyenek, ami miatt a lemezt kisebb jótékonysági koncertekkel és a YouTube által közvetített, a jordániai Amman Citadellában tartott előadással népszerűsítették. 2021. október 14-én, egy nappal a Music of the Spheres megjelenése előtt a csapat a közösségi médiában közzétette, hogy a Covid19-járványt követően visszatérnek az élő koncertezéshez. A bejelentést egy részletes 12 lépéses terv kísérte, amelyet két év alatt dolgoztak ki környezetvédelmi szakértőkkel, és amely meghatározta, hogyan fogja a Coldplay 50%-kal csökkenteni a szén-dioxid-kibocsátást az A Head Full of Dreams Tourhoz (2016–17) képest. Az album megjelenésének megünneplésére 2021. október 22-én felavatták a Climate Pledge Arénát Seattle-ben. Az eseményt az Amazon Prime Video közvetítette, később az együttes az Expo 2020-on is fellépett, a koncertkörút pedig Costa Ricában kezdődött, az ország megújuló energiával működő elektromos hálózatának köszönhetően.

### Környezetvédelmi terv

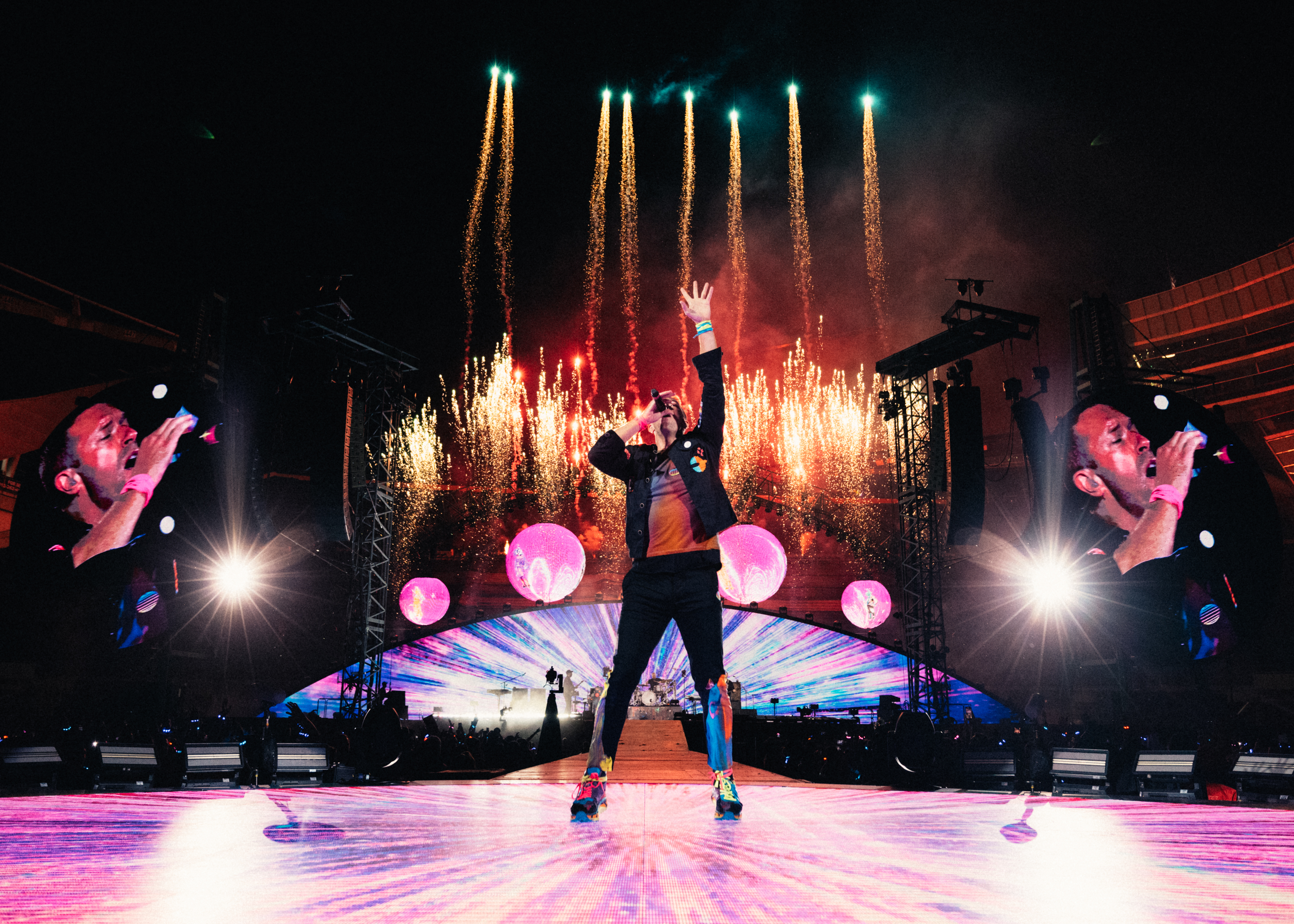
A Coldplay színpadát úgy alakították ki, hogy kevesebb energiát igényeljen a működéshez

Egy fenntarthatósági szakértőkből álló csapatot bíztak meg azzal, hogy vizsgálja meg a Coldplay karbonlábnyomát, és tanulmányozza, hogyan lehetne azt csökkenteni. A BMW-vel közösen a zenekar kifejlesztette a világ első mobil újratölthető koncertakkumulátorát is, amely újrahasznosítható BMW i3 akkumulátorokból készült, és a koncerteket megújuló erőforrások, például hidrogénezett növényi olaj, napenergia és mozgási energia felhasználásával látta el. Az elkerülhetetlen kibocsátásokat az Oxford elvei szerint kompenzálták. Azt vállalták, hogy minden eladott jegy után egy fát ültetnek a One Tree Planteddel kötött globális erdőtelepítési megállapodás révén. A közlekedés tekintetében a turné útvonalát úgy alakították ki, hogy csökkentsék a légi közlekedést, a földi szállításhoz elektromos járműveket vagy bioüzemanyagot használtak, a zenekar pedig, amikor csak lehetett, kereskedelmi járatokra szállt fel. Mindegyiknél, legyen az kereskedelmi vagy charter, felárat fizettek azért, hogy a repülőgépeket a Neste fenntartható repülőgép-üzemanyagával lássák el, amely hulladékból és maradékokból, például használt étolajból készül.
A színpadokat „könnyű, alacsony szén-dioxid-kibocsátású és újrafelhasználható anyagok kombinációjából, többek között újrahasznosított acélból” építették, és úgy alakították ki, hogy alacsony energiafelhasználású kijelzőket, lézereket, világítóberendezéseket és 50%-kal kevesebb energiát fogyasztó hangosító rendszert építsenek be, ami segít csökkenteni a kinti zajszennyezést. Hasonlóképpen, a nézőtéren álló tornyok szélturbinákkal, a használaton kívüli ülések pedig napelemes takarókkal voltak ellátva.
A speciális effekteknél a Coldplay biológiailag lebomló konfettit használt, amelyet úgy alakítottak át, hogy kevesebb sűrített gázt igényeljen a gyújtáshoz, míg a pirotechnika új formulákat kapott a káros vegyi anyagok csökkentése vagy kiküszöbölése és a robbanótöltet mérséklése érdekében. A Xylobandokat 100%-ban komposztálható anyagokból készült PixMob karszalagok váltották fel, és a zenekar vállalta, hogy minden koncert után összegyűjtve, sterilizálva és újratöltve csökkenti a gyártásukat. Az élelmiszer-hulladék minimalizálása érdekében a csapat olyan étkezési menüket állított össze, amelyekben a növényi alapú és húsmentes opciók alapértelmezettek, a regeneratív mezőgazdasági technikákban jártas beszállítóktól szerezték be a termékeket, támogatták a szintetikus, laboratóriumban termesztett, mesterséges tenyésztésű ételek kifejlesztését, a felesleget helyi élelmiszerbankoknak adományozták, és komposztálták a szerves hulladékot, például a zöldséghéjakat és -maradékokat. A zenekar a helyszínekkel együttműködve újrahasznosítási programokat is létrehozott, az egyszer használatos vizes palackokat alternatívákkal, például a Ball alumínium poharakkal helyettesítette, újratöltő állomásokat épített be, levegőztetett csapokat vezetett be, csökkentette a vízöblítés mértékét és a víznyomást.

### Rajongói elérhetőség
A Coldplay az SAP-val együttműködve egy ingyenes mobilalkalmazást fejlesztett ki a turnéra, amely kiszámította a koncertlátogatók által generált teljes karbonlábnyomot, és környezetbarát utazási lehetőségekre ösztönözte őket. Azok a rajongók, akik elkötelezték magukat az erőfeszítés mellett, kedvezménykódot kaptak az áruházukban kapható árucikkekre. A partnereket és az eladókat gondosan választották ki, hogy természetes szálakból és újrafelhasználható anyagokból készült, kiváló minőségű termékeket biztosítsanak, amelyeket aztán újrahasznosított papírba, kartonba vagy komposztálható zacskókba csomagoltak. Emellett a zenekar kinetikus padlókat és szobabicikliket épített be a helyszínekre, hogy a C-színpadot energiával lássák el, és még inkább interakcióba lépjenek a résztvevőkkel. A halláskárosult koncertlátogatók számára is biztosítottak a SubPac-tól basszus-közvetítő mellényeket és két jelnyelvi tolmácsot, míg a vak vagy gyengénlátó látogatóknak minden koncert előtt kijelölt emelvényt és érintőtúrákat kínáltak. 2022 májusában a zenekar bejelentette az Infinity jegyeket, egy korlátozott számú, 20 dolláros belépőjegyet azoknak a rajongóknak, akik nem engedhették meg maguknak a normál árakat.

### Partnerkapcsolatok
2022 májusában a The Times közzétette, hogy a Coldplay több mint 2,1 millió fontot adományozott környezetvédelmi célokra a J Van Mars Alapítványon keresztül az előző évben. A One Tree Planteddel való összefogás mellett a zenekar folytatta együttműködését a ClientEarth-tal, amelynek 2010 óta védnökei. Az Ocean Cleanup támogatását is kinyilvánították, mivel két vízi járművet szponzoráltak, hogy összegyűjtsék a műanyagot a szennyezett folyókból, mielőtt az a tengerbe kerülne Malajziában. A Coldplay által támogatott szervezetek közé tartozik még a Global Citizen, a The Food Forest Project, a Sea Shepherd UK, a Project Seagrass, a Seafields, a My Trees Trust, a Farm Under the Radar, a Project Quercus, a Sustainable Food Trust, a Global Tech Advocates, a Knowledge Pele, a Climeworks, a Cleaner Seas Group, a Conservation Collective és a Devon Environment Foundation, amelyek mind segítették őket a turné céljának elérésében. Emellett az Imperial College London Grantham Intézete segített a zenekarnak tanulmányozni és publikálni az elért eredményeket. 2022-ben a DHL bejelentette, hogy a Coldplay partnereként a fenntartható logisztikai és szállítási megoldások terén nyújtott szakértelmet, míg a következő évben az indonéziai AIA Vitalityvel kötöttek szövetséget.

## Felvezető előadók

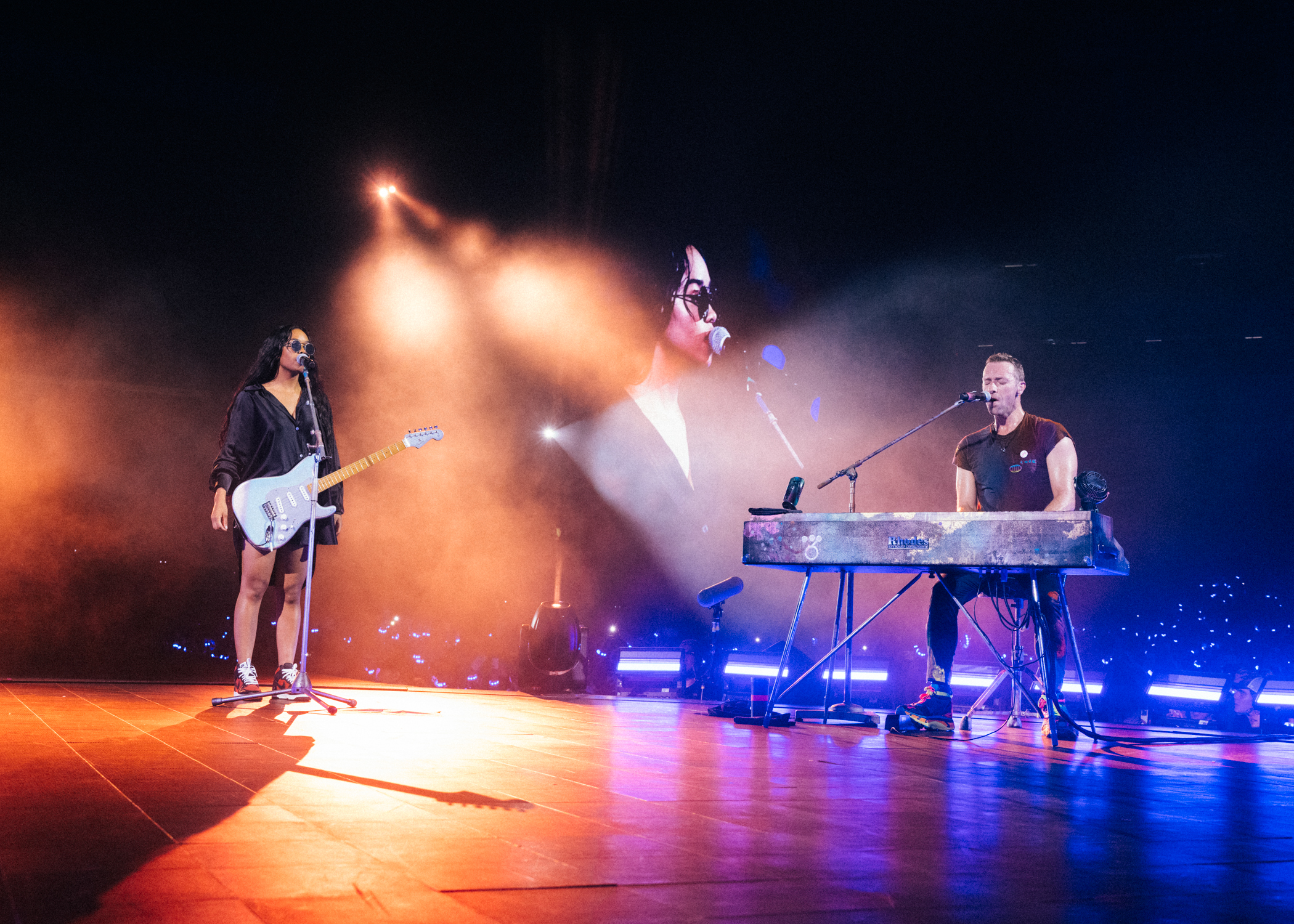
Chris Martin és H.E.R. közösen adják elő a Let Somebody Go című számot a Raymond James Stadionban, Tampában

H.E.R. amerikai énekesnő volt a zenekar leggyakoribb felvezető előadója, aki 2022-ben San Joséban (Mish Catt-tel), Santo Domingóban (La Marimbával), és Buenos Airesben (Zoe Gotussóval) volt az együttes előzenekara. Az Egyesült Államokon átívelő első szakasz során minden egyes állomáson egy új fellépővel állt össze: Leila Pari (Dallas), Alaina Castillo (Houston), Kacy Hill (Glendale), Bobby Gonz (Santa Clara), Drama (Chicago), Shaed (Landover), Bea Miller (East Rutherford), Lizzy McAlpine (Philadelphia), Mariah the Scientist (Atlanta) és Gigi (Tampa). A kontinens második szakaszán azonban minden előadáson 070 Shake és Gonz kísérte.
H.E.R. szintén részt vett az első európai szakasz számos dátumán, bár időnként a London Grammar váltotta fel. Alli Neumannal Frankfurtban és Berlinben; Mery Spolsky-vel Varsóban; Gaumarral és a Lous and the Yakuzával Saint-Denis-ben; és Nina Nesbitt-tel Glasgowban működtek együtt. Előbbit ráadásul a brüsszeli koncertekre is meghívták, míg a Wembley Stadionban a Griff, az Ibibio Sound Machine és Laura Mvula voltak a másodlagos előzenekarok. Mexikónak kizárólag nemzeti támogatói voltak az első koncerteken (Carla Morrison és DannyLux). Még 2022-ben Camila Cabello Limában (Andrea Martinezzel), Bogotában (Mabilanddal) és Santiagóban (Princesa Albával) lépett fel. Majd a Chvrches-t Elana Dara (São Paulo) és Clara x Sofia (Curitiba és Rio de Janeiro) követte 2023-ban.
A második európai szakaszra Hinds (Barcelona), Ona Mafalda (Barcelona), Porij (Manchester), Hana Lili (Cardiff), Laila al Habash (Nápoly) és Mara Sattei (Milánó), a Griff pedig Coimbrában Bárbara Bandeira, Zürichben Caroline Alves, Koppenhágában Oh Land; Göteborgban Luciia, Amszterdamban Zoë Tauran csatlakozott. Néhány hónappal később a Coldplay bejelentette Tokió (Yoasobi), Kaohsziung (Accusefive), Jakarta (Rahmania Astrini), Kuala Lumpur (Bunga), Bocaue (Jikamarie), Szingapúr (Jasmine Sokko, Rriley és Jinan Laetitia) és Bangkok (Valentina Ploy) előzenekarait. Óceániának hat vendégelőadója volt: Thelma Plum, Amy Shark, Tash Sultana, Adrian Dzvuke, King Ibis és Emmanuel Kelly. Európa harmadik etapjában Maisie Peters, Janelle Monáe és Maggie Rogers szerepelt, akiknek Antonia Kaouri (Athén), Emaa (Bukarest), Solére (Budapest), Alma (Helsinki), Ronisia (Décines-Charpieu), Rose Villain (Róma), Wees (Düsseldorf), Wilhelmine (München), Oska (Bécs) és Aby Coulibaly (Dublin) volt a partnerük.

## Koncert-összefoglalás
Martin megemlítette, hogy a koncertet négy felvonásra osztották, mert ez „egy utazás, amely az ismeretlenbe vezet, hogy aztán úgy térjünk haza, hogy valami újat tanultunk”. Ezt mind vizuálisan, mind pedig a dalválasztásokkal illusztrálják. A felvezető előadásokat követően két vendégelőadó (általában a meglátogatott országból) köszönti a résztvevőket, és egy videót mutat be a Coldplay fenntarthatósági törekvéseiről. A videó körülbelül három percig tart, és Jon Hopkins Light Through the Veins című dalát tartalmazza a filmzene. A kisfilm végeztével a zenekart köszöntik, és felcsendül a Flying, John Williams E. T., a földönkívüli (1982) című filmzenéje. Ezzel kezdődik az Act I – Planets, amely arról szól, hogy „tudjuk, hogy van valahol odakint egy nagyobb erő, és úgy döntünk, hogy elmegyünk és megkeressük”. A képernyőkön élőben látható, ahogy a zenekar minden egyes tagja előbújik a színpad alól vagy a színpad közeléből. Miután integetnek a közönségnek, a Flying átmegy a Music of the Spheres-be, és Martin a B-színpadon marad, míg Guy Berryman, Jonny Buckland és Will Champion a nagyszínpad felé veszi az irányt. A csuklópántokból vörös fények gyúlnak ki, és a Higher Power következik.

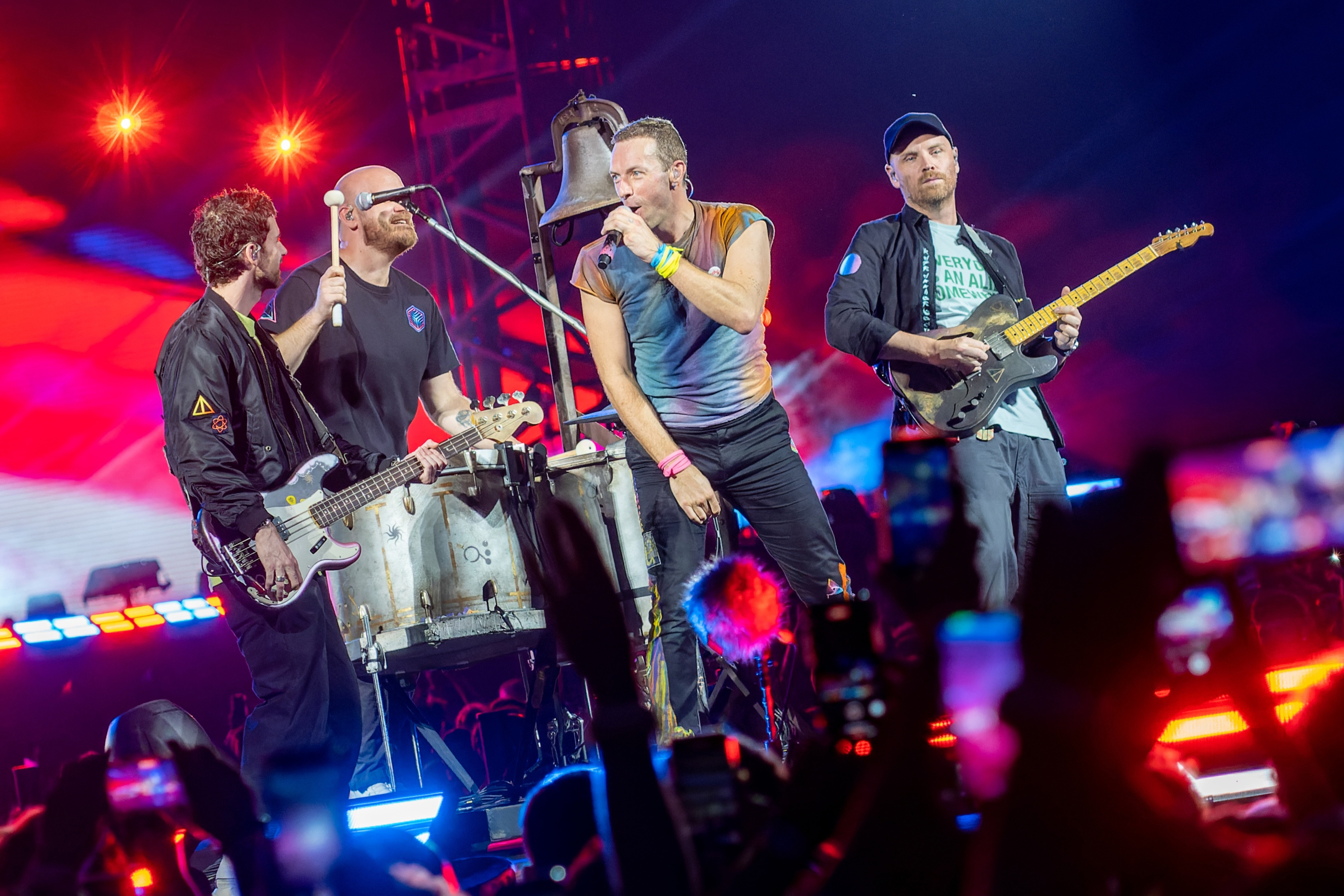
A Coldplay a Viva la Vida előadása közben a londoni Wembley Stadionban

A dal után Martin a nagyszínpadra vonul az Adventure of a Lifetime című dalhoz, és óriási színes labdákat dobálnak a közönségnek. A Coldplay ezután áttér a Paradise című dalra, amelynek hosszabb bevezetője és outrója a közönséggel folytatott hívó-ismétlő üzenetváltáson alapul. Korábban közvetlenül utána adták elő a Charlie Brown-t, de Bogotától kezdve kivették a setlistből. Az Oceans egy részletét lehet hallani, majd elkezdődik a The Scientist; Martin hivatalosan is köszönetet mond a közönségnek, miközben a zongoránál ül, majd a dal felgyorsított, visszafelé játszott verziója következik, miközben a zenekar ismét a B-színpad felé veszi az irányt. Ez az átmenet vezet a Viva la Vida-hoz, az Act II – Moons első számához, amely egy olyan szegmens, amelyet a küzdelem határoz meg, mivel az univerzum „néha durva és zord”. Miután az est a Hymn for the Weekend vagy a Something Just Like This című dalokkal folytatódik, elérkeznek egy gyakran változó részhez: a Let Somebody Go alatt vendégelőadó tűnhet fel, követheti a „بنی آدم” („Bani Adam”), vagy a „Politik” kíséretében. 2023 óta azonban ez a rész lett a The Songbook, ahol Martin felhív egy rajongót a színpadra, és tart velük egy zongoraszekciót.

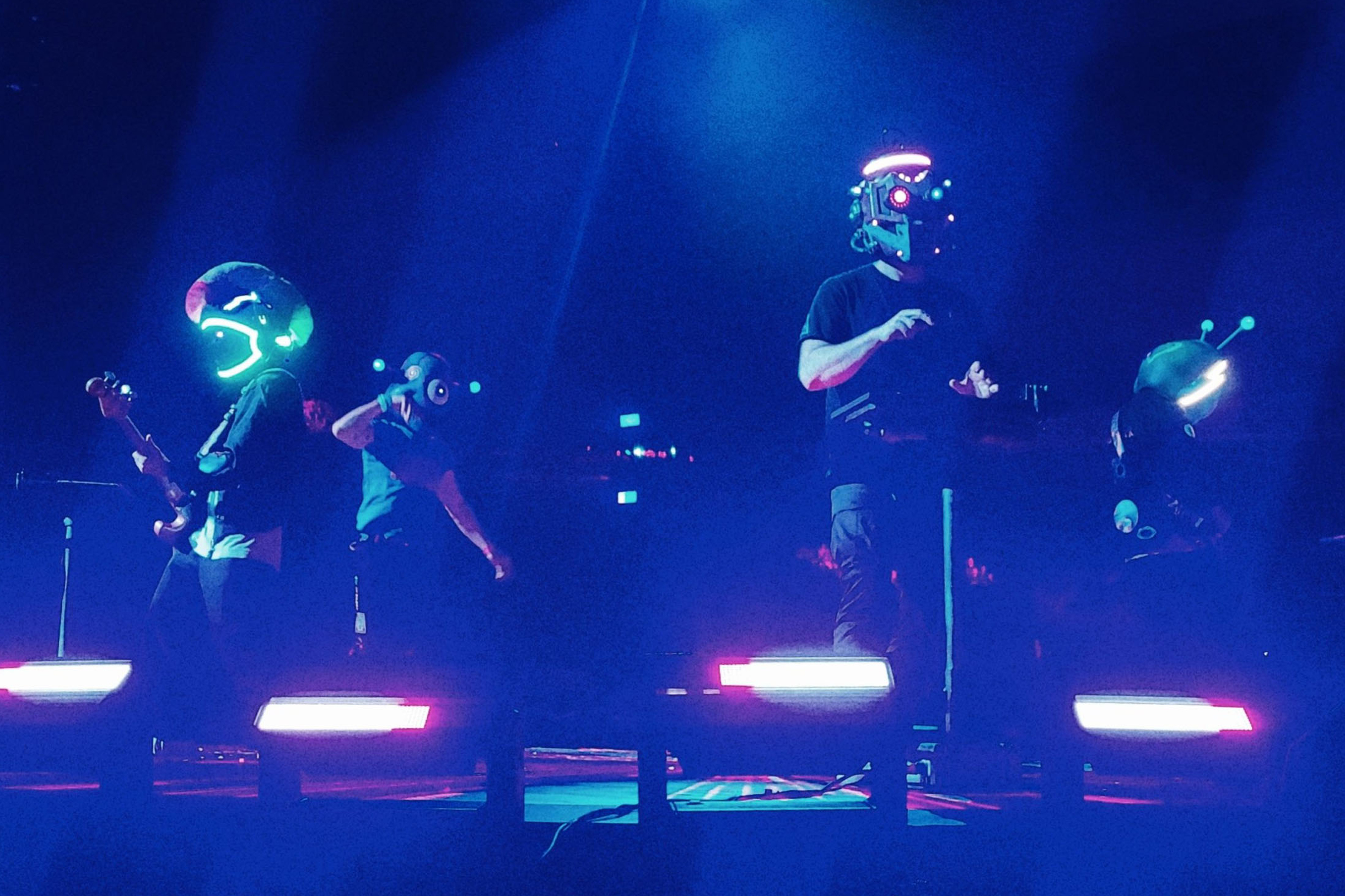
A Coldplay az Aeterna című dal előadása közben a Couto Pereira Stadionban, Curitibában

Zenekari társai a nagyszínpadon pihennek, és csak az In My Place-re térnek vissza, amit időnként felvált az Orphans, az A Head Full of Dreams vagy a Charlie Brown. A Yellow befejezéseként a közönséget arra kérik, hogy az utolsó refrént azoknak ajánlják, akik a koncertterem hátsó részében ülnek. Az Act III – Stars kezdetének jeléül óriási piros szíveket alkotnak a csuklópántokkal a helyszínen. Ezt a részt a szabad idegenekkel való találkozás ihlette, és azt jelképezi, hogy „szeressük önmagunkat, és ezért képesek vagyunk szeretni másokat minden vallás és szín tekintetében”. Martinhoz csatlakozik Angel Moon a Human Heart című számban.
Ezzel szemben a People of the Pride és a Clocks című dalokban villogó fehér fényeket és zöld lézereket használnak. A két dal után a The Lightclub következik az Infinity Sign című számmal indul, miközben Martin, Berryman, Buckland és Champion egyedi földönkívüli sisakokat viselnek. Attól függően, hogy melyik dalt adták elő korábban, az átmenet a Something Just Like This vagy a Hymn for the Weekend (Seeb Remix) című előadáshoz vezet. Mindkettőt amerikai jelnyelven adják elő. Az első lehetőség után a koncert a Midnight-tal folytatódik, de ha a másodikat választják, akkor helyette az Aeterna-t játsszák.
Miután ez a rész véget ér, a Coldplay visszatér a nagyszínpadra a My Universe (a BTS tagjainak holografikus képeivel a képernyőkön) és az A Sky Full of Stars (a refrén előtt leáll, majd újraindul, miután Martin azt mondja a közönségnek, hogy tegyék el a telefonjaikat). A Sunrise, amely Louis Armstrong beszédét tartalmazza a What a Wonderful World-ből, indítja az Act IV – Home felvonást. Itt befejezed az utazást, amikor „egy kicsit jobban megismered/szereted magad” és képes vagy minden lényt gyönyörűnek látni. Ebben az átmenetben a zenekar a C-színpadra sétál, ahol általában a Parachutes (2000) című lemezről játszanak számokat, feldolgozásokat, vagy meghívnak egy helyi vendéget. Ebben a részben aztán Martin köszönetet mond a turné stábjának, név szerint bemutatja zenekari társait, és arra kéri a közönséget, hogy emeljék fel a kezüket, hogy szeretetet küldjenek a világba, ami számos tűzijátékot vált ki. Két-három dal után a Coldplay visszatér a nagyszínpadra a Humankind, a Fix You és a Biutyful című dalokra. Amikor az utolsó konfettilövés is eldördül, a központi képernyőn megjelenik a „Believe in Love” felirat, a többi kivetítőn a stáblista látható, és a zenekar búcsúzik, miközben a háttérben az A Wave szól.

## Kereskedelmi fogadtatás

### Jegyeladások
A Coldplay számos látogatottsági, bevételi és keresleti rekordot döntött meg világszerte. Az első európai szakaszra 2021. október 22-én nyitották meg az eladásokat, és a Billboard szerint a zenekar 24 óra alatt több mint egymillió jegyet adott el. Minden városban további dátumokat jelentettek be. Az Estadio River Plate-ben tartott négy koncertre több mint 200 000 jegyet vásároltak kevesebb mint egy nap alatt. Hónapokkal később az együttes további hat előadást tervezett be a helyszínen, így ők lettek az első előadók, akik egyetlen turné során 10 koncertet tartottak. 2022. augusztus 25-én, a második európai szakaszra 24 óra alatt 1,4 millió belépőt vásároltak meg, ami egy zenekar történetében a leggyorsabb eladást jelentette, és összességében a legnagyobb eladást Robbie Williams 2005-ös Close Encounters Tourja óta. Az Egyesült Királyságban több mint 712 000 érdeklődő próbált jegyet vásárolni, az Etihad és a Principality stadionokban a rendkívül nagy kereslet miatt összeomlott a brit Ticketmaster honlapja. Ugyanez történt Spanyolországban is, ahol minden idők leggyorsabb eladását érték el.

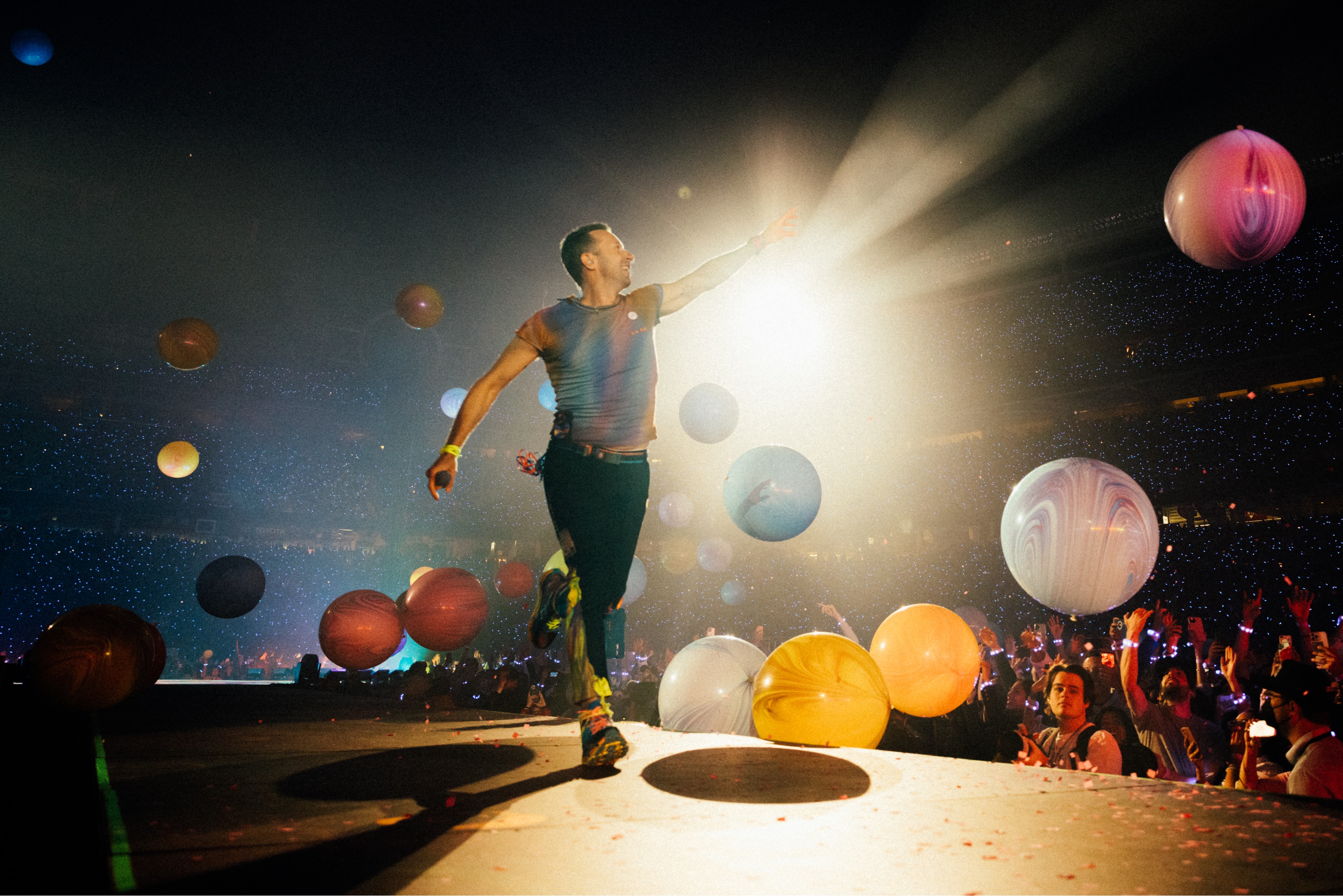
A Coldplay számos rekordot döntött meg Ázsiában, Európában és Latin-Amerikában

A médiumok kiterjedt online sorban állásról számoltak be Portugáliában (450 000 felhasználó), Olaszországban (700 000 felhasználó), és Hollandiában (700 000 felhasználó) is. 2022 decemberében a Billboard megállapította, hogy annak ellenére, hogy a 64 koncertből csak 40-ről jelentettek adatokat, a Coldplay az év legsikeresebb turnéját érte el egy együttes által. Amikor a hiányzó számokat is elérhetővé tették, kiderült, hogy összességében valóban ők érték el a legnagyobb bevételt 3,8 millió eladott jegyből 342,1 millió dollárral. Miután a zenekar befejezte latin-amerikai fellépéseit, bejelentették, hogy a kontinens történetének legnagyobb turnéját bonyolították le (193 millió dollár 2,3 millió eladott belépőből).
2023. május 15-én az Optus Stadion elővételes árusítása során a Ticketmaster Australia minden idők legnagyobb keresletét regisztrálta, mivel több mint 300 000 ember próbált jegyet vásárolni. Az általános értékesítés során a rekord 365 000-re bővült. A BH megemlítette, hogy a Bukit Jalil Nemzeti Stadion koncertjére 400 000 felhasználó lépett be egyszerre a GoLive Asia weboldalára. Hasonlóképpen 1,7 millió vásárló próbált belépőt szerezni a Gelora Bung Karno Stadionba. Az NME azt írta, hogy egymillió vásárló állt sorba a szingapúri Nemzeti Stadion koncertjeire. Az SM Tickets késleltette az online vásárlást a Philippine Arénában tartott második előadásra, miután a weboldal összeomlott. Kuala Lumpurban tett látogatásuk volt a legmagasabb egynapos látogatottság az ázsiai történelemben egy nyugati fellépő számára (81 387).
A Die Presse szerint mintegy 600 000 ember próbált belépőt váltani az Ernst-Happel-Stadionban 2023 augusztusában megrendezésre kerülő koncertre. Három hónappal később a Stuff arról tájékoztatott, hogy több mint 200 000 vásárló állt sorba az Eden Park elővételes árusítására. 2024 szeptemberében több mint 13 millió felhasználó érdeklődött jegyek iránt India-szerte a DY Patil Stadionban rendezett koncertekre. A Narendra Modi Stadion koncertjei a 21. század legnagyobb látogatottságú beltéri koncertjei is voltak. 2024 szeptemberében egy nap alatt 800 000 belépőt forgalmaztak a harmadik brit szakaszra, amely 10 dátumot foglal magában a Wembley Stadionban. A harmadik észak-amerikai szakaszra egy délelőtt alatt 700 000 jegyet adtak el.
A Billboard megjegyezte, hogy a Coldplay tízmillió jegyet adott el világszerte, ezzel a történelem első előadója lett, aki elérte ezt a bravúrt. A Music of the Spheres World Tour minden idők leglátogatottabb (11,4 millió) és második legnagyobb bevételt hozó ($1,26 milliárd) koncertsorozata. Regionális szempontból a valaha volt legsikeresebb turné Európában és Latin-Amerikában egyaránt.

### Helyszíni rekordok
| Év   | Dátum                       | Helyszín                       | Ország                  | Leírás                                                                                             | For.    |
| ---- | --------------------------- | ------------------------------ | ----------------------- | -------------------------------------------------------------------------------------------------- | ------- |
| 2022 | Március 18 és 19            | Estadio Nacional de Costa Rica | Costa Rica              | Az első fellépő, aki két teltházas koncertet adott egyetlen turnén                                 | [ 106 ] |
| 2022 | Március 18 és 19            | Estadio Nacional de Costa Rica | Costa Rica              | Legnagyobb látogatottság férfi fellépő esetében (86 199)                                           | [ 107 ] |
| 2022 | Március 25 és 26            | Estadio BBVA                   | Mexikó                  | Az első fellépő, aki két teltházas koncertet adott egyetlen turnén                                 | [ 106 ] |
| 2022 | Március 25 és 26            | Estadio BBVA                   | Mexikó                  | Legnagyobb látogatottság (112 262)                                                                 | [ 107 ] |
| 2022 | Március 29 és 30            | Estadio Akron                  | Mexikó                  | Az első fellépő, aki két teltházas koncertet adott egyetlen turnén                                 | [ 106 ] |
| 2022 | Március 29 és 30            | Estadio Akron                  | Mexikó                  | Legnagyobb látogatottság (90,153)                                                                  | [ 107 ] |
| 2022 | Április 3–7                 | Foro Sol                       | Mexikó                  | Az első fellépő, aki a 21. században négy koncertet adott egyetlen turnén                          | [ 108 ] |
| 2022 | Április 3–7                 | Foro Sol                       | Mexikó                  | Legnagyobb látogatottság egy angol nyelvű fellépő esetén (259 591)                                 | [ 109 ] |
| 2022 | Július 10–13                | Olimpiai Stadion               | Németország             | Az első fellépő, aki három koncertet adott egyetlen turnén                                         | [ 110 ] |
| 2022 | Július 10–13                | Olimpiai Stadion               | Németország             | Legnagyobb látogatottság (216 535)                                                                 | [ 111 ] |
| 2022 | Július 16–19                | Stade de France                | Franciaország           | Minden idők leggyorsabb jegyeladása Franciaországban (több mint 200 000 darab egy délelőtt)        | [ 112 ] |
| 2022 | Július 16–20                | Stade de France                | Franciaország           | Az első fellépő, aki egyetlen turnén több mint 300 000 jegyet adott el                             | [ 113 ] |
| 2022 | Július 16–20                | Stade de France                | Franciaország           | Az első fellépő, aki négy koncertet adott egyetlen turnén                                          | [ 114 ] |
| 2022 | Július 16–20                | Stade de France                | Franciaország           | Legnagyobb látogatottság (318,331)                                                                 | [ 115 ] |
| 2022 | Július 16–20                | Stade de France                | Franciaország           | A legtöbb előadás egy együttes karrierje során (8 koncert)                                         | [ 116 ] |
| 2022 | Augusztus 5–8               | Baldvin király Stadion         | Belgium                 | Minden idők leggyorsabb jegyeladása Belgiumban (több mint 150 000 darab egy délelőtt)              | [ 117 ] |
| 2022 | Augusztus 5–9               | Baldvin király Stadion         | Belgium                 | Az első fellépő, aki egyetlen turnén több mint 200 000 jegyet adott el                             | [ 118 ] |
| 2022 | Augusztus 5–9               | Baldvin király Stadion         | Belgium                 | Az első fellépő, aki három és négy koncertet adott egyetlen turnén                                 | [ 118 ] |
| 2022 | Augusztus 5–9               | Baldvin király Stadion         | Belgium                 | Legnagyobb látogatottság (224 719)                                                                 | [ 118 ] |
| 2022 | Augusztus 12–21             | Wembley Stadion                | Anglia                  | A leghosszabb koncertrezidencia egy rockzenekar számára (holtversenyben a The Rolling Stones-szal) | [ 119 ] |
| 2022 | Szeptember 10               | Barra Olympic Park             | Brazília                | A Rock in Rio eddigi leggyorsabb jegyeladása egy headliner együttesnek                             | [ 120 ] |
| 2022 | Szeptember 13 és 14         | Estadio Nacional del Perú      | Peru                    | Az első angol nyelvű fellépő, aki két egymást követő teltházas koncertet adott                     | [ 106 ] |
| 2022 | Szeptember 13 és 14         | Estadio Nacional del Perú      | Peru                    | Legnagyobb látogatottság angol nyelvű fellépő esetében (85 845)                                    | [ 121 ] |
| 2022 | Szeptember 16 és 17         | Estadio El Campín              | Kolumbia                | A legtöbb teltházas koncert egy turnén (holtversenyben a Guns N’ Roses-szal)                       | [ 106 ] |
| 2022 | Szeptember 20–24            | Estadio Nacional de Chile      | Chile                   | Az első fellépő, aki három és négy koncertet ad egyetlen turnén                                    | [ 122 ] |
| 2022 | Szeptember 20–24            | Estadio Nacional de Chile      | Chile                   | Legnagyobb látogatottság (256,916)                                                                 | [ 121 ] |
| 2022 | Október 25 – November 8     | Estadio River Plate            | Argentína               | Az első fellépő, aki 10 koncertet adott egyetlen turnén                                            | [ 123 ] |
| 2022 | Október 25 – November 8     | Estadio River Plate            | Argentína               | A legmagasabb nézőszám világszerte (626 841)                                                       | [ 124 ] |
| 2022 | Október 25 – November 8     | Estadio River Plate            | Argentína               | A latin-amerikai történelem legnagyobb turnébevétele (49,7 millió dollár)                          | [ 125 ] |
| 2023 | Március 10–18               | Morumbi Stadion                | Brazília                | Az első fellépő, aki öt és hat koncertet adott egyetlen turnén                                     | [ 126 ] |
| 2023 | Március 10–18               | Morumbi Stadion                | Brazília                | Legnagyobb látogatottság (439 651)                                                                 | [ 127 ] |
| 2023 | Március 10–18               | Morumbi Stadion                | Brazília                | A brazil történelem legnagyobb turnébevétele (40,1 millió dollár)                                  | [ 127 ] |
| 2023 | Március 21 és 22            | Couto Pereira Stadion          | Brazília                | Az első fellépő, aki két koncertet adott egy turnén                                                | [ 128 ] |
| 2023 | Március 21 és 22            | Couto Pereira Stadion          | Brazília                | Legnagyobb látogatottság (85 776)                                                                  | [ 129 ] |
| 2023 | Március 25–28               | Estádio Olímpico Nilton Santos | Brazília                | Az első fellépő, aki három koncertet adott egyetlen turnén                                         | [ 126 ] |
| 2023 | Március 25–28               | Estádio Olímpico Nilton Santos | Brazília                | Legnagyobb látogatottság (211 012)                                                                 | [ 129 ] |
| 2023 | Május 17–21                 | Estádio Cidade de Coimbra      | Portugália              | Minden idők leggyorsabb jegyeladása Portugáliában (több mint 200 000 darab egy délelőtt)           | [ 130 ] |
| 2023 | Május 17–21                 | Estádio Cidade de Coimbra      | Portugália              | Az első fellépő, aki egyetlen turnén több mint 200 000 jegyet adott el                             | [ 130 ] |
| 2023 | Május 17–21                 | Estádio Cidade de Coimbra      | Portugália              | Az első fellépő, aki három és négy koncertet adott egyetlen turnén                                 | [ 130 ] |
| 2023 | Május 17–21                 | Estádio Cidade de Coimbra      | Portugália              | Legnagyobb látogatottság (208 284)                                                                 | [ 131 ] |
| 2023 | Május 24–28                 | Estadi Olímpic Lluís Companys  | Spanyolország           | Minden idők leggyorsabb jegyeladása Spanyolországban (több mint 200 000 darab egy délelőtt)        | [ 132 ] |
| 2023 | Május 24–28                 | Estadi Olímpic Lluís Companys  | Spanyolország           | Az első fellépő, aki három és négy koncertet adott egyetlen turnén                                 | [ 132 ] |
| 2023 | Május 24–28                 | Estadi Olímpic Lluís Companys  | Spanyolország           | Legnagyobb látogatottság (224 761)                                                                 | [ 133 ] |
| 2023 | Június 21 és 22             | Diego Armando Maradona Stadion | Olaszország             | Minden idők leggyorsabb jegyeladása Nápolyban (több mint 86 000 darab fél óra alatt)               | [ 134 ] |
| 2023 | Június 25–29                | San Siro                       | Olaszország             | Minden idők leggyorsabb jegyeladása Olaszországban (több mint 240 000 darab egy délelőtt)          | [ 86 ]  |
| 2023 | Június 25–29                | San Siro                       | Olaszország             | Az első nemzetközi fellépő, aki három és négy koncertet adott egyetlen turnén                      | [ 86 ]  |
| 2023 | Június 25–29                | San Siro                       | Olaszország             | Legnagyobb látogatottság egy nemzetközi fellépő esetében (249 560)                                 | [ 124 ] |
| 2023 | Július 8–12                 | Ullevi                         | Svédország              | Az első nemzetközi fellépő, aki négy koncertet adott egyetlen turnén                               | [ 135 ] |
| 2023 | Július 8–12                 | Ullevi                         | Svédország              | Legnagyobb látogatottság egy nemzetközi fellépő esetében (267 180)                                 | [ 124 ] |
| 2023 | Július 15–19                | Johan Cruyff Arena             | Hollandia               | Az első együttes, amely a 21. században négy koncertet adott egyetlen turnén                       | [ 136 ] |
| 2023 | Július 15–19                | Johan Cruyff Arena             | Hollandia               | A 21. század legmagasabb látogatottsága egy együttes esetében (217 609)                            | [ 137 ] |
| 2023 | Szeptember 27 és 28         | Snapdragon Stadion             | Egyesült Államok        | Az első fellépő, aki két koncertet adott egy turnén                                                | [ 138 ] |
| 2023 | Szeptember 27 és 28         | Snapdragon Stadion             | Egyesült Államok        | Legnagyobb látogatottság (64 130)                                                                  | [ 139 ] |
| 2023 | November 11 és 12           | Kaohsiung National Stadium     | Tajvan                  | Az első angol nyelvű fellépő, aki két koncertet adott egy turnén                                   | [ 140 ] |
| 2023 | November 11 és 12           | Kaohsiung National Stadium     | Tajvan                  | Minden idők leggyorsabb jegyeladása Tajvanon (több mint 100 000 darab egy délelőtt)                | [ 140 ] |
| 2023 | November 11 és 12           | Kaohsiung National Stadium     | Tajvan                  | Legnagyobb látogatottság angol nyelvű fellépő esetében (102 949)                                   | [ 141 ] |
| 2023 | November 15                 | Gelora Bung Karno Stadium      | Indonézia               | A legnagyobb sorban állás Indonézia történetében (több mint 1,7 millió felhasználó)                | [ 93 ]  |
| 2023 | November 15                 | Gelora Bung Karno Stadium      | Indonézia               | Ázsia történetének legnagyobb egynapos turnébevétele (13,9 millió dollár)                          | [ 142 ] |
| 2023 | November 18 és 19           | Optus Stadium                  | Ausztrália              | Az ausztrál Ticketmaster történetének legnagyobb sorbanállása (több mint 365 000 felhasználó)      | [ 91 ]  |
| 2023 | November 18 és 19           | Optus Stadium                  | Ausztrália              | Az első együttes, amely két koncertet adott egy turnén                                             | [ 91 ]  |
| 2023 | November 18 és 19           | Optus Stadium                  | Ausztrália              | Legnagyobb látogatottság (124 883)                                                                 | [ 143 ] |
| 2023 | November 22                 | Bukit Jalil National Stadium   | Malajzia                | Malajzia történetének legnagyobb sorbanállása (több mint 400 000 felhasználó)                      | [ 92 ]  |
| 2023 | November 22                 | Bukit Jalil National Stadium   | Malajzia                | A legmagasabb egynapos látogatottság az ázsiai történelemben egy nyugati fellépő esetében (81 812) | [ 144 ] |
| 2024 | Január 19 és 20             | Philippine Arena               | Fülöp-szigetek          | Az első angol nyelvű együttes, amely két koncertet adott egy turnén                                | [ 145 ] |
| 2024 | Január 19 és 20             | Philippine Arena               | Fülöp-szigetek          | Legnagyobb látogatottság (96 079)                                                                  | [ 146 ] |
| 2024 | Január 23–27                | Nemzeti Stadion                | Szingapúr               | Minden idők leggyorsabb jegyeladása Szingapúrban (több mint 200 000 darab egy délelőtt)            | [ 147 ] |
| 2024 | Január 23–31                | Nemzeti Stadion                | Szingapúr               | Az első fellépő, aki három, négy, öt és hat koncertet adott egyetlen turnén                        | [ 147 ] |
| 2024 | Január 23–31                | Nemzeti Stadion                | Szingapúr               | Legnagyobb látogatottság (321 113)                                                                 | [ 146 ] |
| 2024 | Február 3 és 4              | Racsamangala Stadion           | Thaiföld                | Az első angol nyelvű fellépő, aki két koncertet adott egy turnén                                   | [ 148 ] |
| 2024 | Február 3 és 4              | Racsamangala Stadion           | Thaiföld                | Legnagyobb látogatottság angol nyelvű fellépő esetében (106 027)                                   | [ 146 ] |
| 2024 | Június 8 és 9               | Olimpiai Stadion               | Görögország             | Minden idők leggyorsabb jegyeladása Görögországban                                                 | [ 149 ] |
| 2024 | Június 8 és 9               | Olimpiai Stadion               | Görögország             | Az első nemzetközi fellépő, aki két koncertet adott egy turnén                                     | [ 150 ] |
| 2024 | Június 8 és 9               | Olimpiai Stadion               | Görögország             | Legnagyobb látogatottság egy nemzetközi fellépő esetében (139 000)                                 | [ 151 ] |
| 2024 | Június 12 és 13             | Nemzeti Stadion                | Románia                 | A román történelem legnagyobb sorbanállása (több mint 100 000 felhasználó)                         | [ 152 ] |
| 2024 | Június 12 és 13             | Nemzeti Stadion                | Románia                 | Minden idők leggyorsabb jegyeladása Romániában                                                     | [ 153 ] |
| 2024 | Június 12 és 13             | Nemzeti Stadion                | Románia                 | Az első fellépő, aki két koncertet adott egy turnén                                                | [ 153 ] |
| 2024 | Június 12 és 13             | Nemzeti Stadion                | Románia                 | Legnagyobb látogatottság (105 000)                                                                 | [ 154 ] |
| 2024 | Június 16–19                | Puskás Aréna                   | Magyarország            | Az első fellépő, aki három koncertet adott egy turnén                                              | [ 155 ] |
| 2024 | Június 16–19                | Puskás Aréna                   | Magyarország            | Az első nemzetközi fellépő, aki három koncertet adott egyetlen turnén                              | [ 155 ] |
| 2024 | Június 16–19                | Puskás Aréna                   | Magyarország            | Legnagyobb látogatottság (167 000)                                                                 | [ 154 ] |
| 2024 | Június 22–25                | Groupama Stadium               | Franciaország           | Az első együttes, amely három koncertet adott egy turnén                                           | [ 156 ] |
| 2024 | Június 22–25                | Groupama Stadium               | Franciaország           | Az első angol nyelvű együttes, amely három koncertet adott egyetlen turnén                         | [ 156 ] |
| 2024 | Június 22–25                | Groupama Stadium               | Franciaország           | Legnagyobb látogatottság (165 000)                                                                 | [ 154 ] |
| 2024 | Június 29                   | Worthy Farm                    | Anglia                  | A legtöbb fellépés egy headliner karrierje során a Glastonbury Fesztiválon (5 koncert)             | [ 157 ] |
| 2024 | Július 12–16                | Olimpiai Stadion               | Olaszország             | Az első nemzetközi fellépő, aki három és négy koncertet adott egy turnén                           | [ 158 ] |
| 2024 | Július 12–16                | Olimpiai Stadion               | Olaszország             | Minden idők leggyorsabb jegyeladása Rómában (több mint 240 000 darab egy délelőtt)                 | [ 159 ] |
| 2024 | Július 12–16                | Olimpiai Stadion               | Olaszország             | Legnagyobb látogatottság egy nemzetközi fellépő esetében (251 771)                                 | [ 160 ] |
| 2024 | Július 20–23                | Merkur Spiel-Arena             | Németország             | Az első fellépő, aki három koncertet adott egy turnén                                              | [ 161 ] |
| 2024 | Július 20–23                | Merkur Spiel-Arena             | Németország             | Legnagyobb látogatottság (145 402)                                                                 | [ 160 ] |
| 2024 | Július 27–31                | Olimpiai Stadion               | Finnország              | Az első fellépő, aki három és négy koncertet adott egy turnén                                      | [ 162 ] |
| 2024 | Július 27–31                | Olimpiai Stadion               | Finnország              | Legnagyobb látogatottság (178 033)                                                                 | [ 162 ] |
| 2024 | Július 27–31                | Olimpiai Stadion               | Finnország              | A legtöbb eladott jegy egyetlen turnéra a finn történelemben                                       | [ 162 ] |
| 2024 | Augusztus 15–18             | Olimpiai Stadion               | Németország             | Az első nemzetközi együttes, amely három koncertet adott egy turnén                                | [ 163 ] |
| 2024 | Augusztus 15–18             | Olimpiai Stadion               | Németország             | Legnagyobb látogatottság egy nemzetközi fellépő esetében (210 192)                                 | [ 164 ] |
| 2024 | Augusztus 21–25             | Ernst-Happel-Stadion           | Ausztria                | Az első fellépő, aki négy koncertet adott egy turnén                                               | [ 165 ] |
| 2024 | Augusztus 21–25             | Ernst-Happel-Stadion           | Ausztria                | Legnagyobb látogatottság (251 399)                                                                 | [ 160 ] |
| 2024 | Augusztus 29 – Szeptember 2 | Croke Park                     | Írország                | Az első együttes, amely négy koncertet adott egy turnén                                            | [ 166 ] |
| 2024 | Augusztus 29 – Szeptember 2 | Croke Park                     | Írország                | Minden idők leggyorsabb jegyeladása Írországban                                                    | [ 167 ] |
| 2024 | Augusztus 29 – Szeptember 2 | Croke Park                     | Írország                | Legnagyobb látogatottság együttes esetén (329 200)                                                 | [ 146 ] |
| 2024 | Október 30 – November 3     | Marvel Stadion                 | Ausztrália              | Az első együttes, amely négy koncertet adott egy turnén                                            | [ 168 ] |
| 2024 | Október 30 – November 3     | Marvel Stadion                 | Ausztrália              | Legnagyobb látogatottság együttes esetén (229 120)                                                 | [ 168 ] |
| 2024 | November 6–10               | Accor Stadion                  | Ausztrália              | Az első együttes, amely négy koncertet adott egy turnén                                            | [ 169 ] |
| 2024 | November 6–10               | Accor Stadion                  | Ausztrália              | Legnagyobb látogatottság (325 072)                                                                 | [ 169 ] |
| 2024 | November 13–16              | Eden Park                      | Új-Zéland               | Az első fellépő, aki három koncertet adott egy turnén                                              | [ 170 ] |
| 2024 | November 13–16              | Eden Park                      | Új-Zéland               | Legnagyobb látogatottság (169 079)                                                                 | [ 171 ] |
| 2025 | Január 9–14                 | Zayed Sports City Stadion      | Egyesült Arab Emírségek | Az első fellépő, aki kettő, három, illetve négy koncertet adott egy turnén                         | [ 172 ] |
| 2025 | Január 9–14                 | Zayed Sports City Stadion      | Egyesült Arab Emírségek | A legtöbb eladott jegy egyetlen turnéra az Emirátusok történetében                                 | [ 172 ] |
| 2025 | Január 9–14                 | Zayed Sports City Stadion      | Egyesült Arab Emírségek | Legnagyobb látogatottság (203 160)                                                                 | [ 172 ] |
| 2025 | Január 18–21                | DY Patil Stadion               | India                   | Az első fellépő, aki kettő, illetve három koncertet adott egy turnén                               | [ 173 ] |
| 2025 | Január 18–21                | DY Patil Stadion               | India                   | Minden idők leggyorsabb jegyeladása Mumbaiban                                                      | [ 173 ] |
| 2025 | Január 18–21                | DY Patil Stadion               | India                   | Legnagyobb látogatottság (163 711)                                                                 | [ 174 ] |
| 2025 | Január 25–26                | Narendra Modi Stadion          | India                   | Minden idők leggyorsabb jegyeladása Indiában (220 000 egy délelőtt)                                | [ 175 ] |
| 2025 | Január 25–26                | Narendra Modi Stadion          | India                   | Az első fellépő, aki kettő koncertet adott egy turnén                                              | [ 175 ] |
| 2025 | Január 25–26                | Narendra Modi Stadion          | India                   | A legnagyobb egynapos látogatottság az ázsiai történelemben (111 989)                              | [ 176 ] |
| 2025 | Január 25–26                | Narendra Modi Stadion          | India                   | A 21. század legnagyobb egynapos stadion látogatottsága (111 989)                                  | [ 100 ] |
| 2025 | Január 25–26                | Narendra Modi Stadion          | India                   | Legnagyobb látogatottság (223 570)                                                                 | [ 100 ] |
| 2025 | Április 8–12                | Kai Tak Sports Park            | Hongkong                | Az első fellépő, aki egy, kettő, három, illetve négy koncertet adott egy turnén                    | [ 177 ] |
| 2025 | Április 8–12                | Kai Tak Sports Park            | Hongkong                | Minden idők leggyorsabb jegyeladása Hongkongban                                                    | [ 178 ] |
| 2025 | Április 8–12                | Kai Tak Sports Park            | Hongkong                | Legnagyobb látogatottság (183 980)                                                                 | [ 179 ] |
| 2025 | Április 16–25               | Goyang Stadion                 | Dél-Korea               | Az első fellépő, aki három, négy, öt, illetve hat koncertet adott egy turnén                       | [ 180 ] |
| 2025 | Április 16–25               | Goyang Stadion                 | Dél-Korea               | A legtöbb eladott jegy egy turnéra Dél-Korea történetében                                          | [ 180 ] |
| 2025 | Április 16–25               | Goyang Stadion                 | Dél-Korea               | Minden idők leggyorsabb jegyeladása Dél-Koreában                                                   | [ 178 ] |
| 2025 | Április 16–25               | Goyang Stadion                 | Dél-Korea               | Legnagyobb látogatottság (318 309)                                                                 | [ 179 ] |
| 2025 | Augusztus 18 és 19          | Craven Park                    | Anglia                  | Az első fellépő, aki kettő koncertet tervezett egy turnéra                                         | [ 181 ] |
| 2025 | Augusztus 22–Szeptember 8   | Wembley Stadion                | Anglia                  | Az első fellépő, aki 9, 10, 11, 12, 13, 14, 15 és 16 koncertet tervezett egy turnén                | [ 182 ] |
| 2025 | Augusztus 22–Szeptember 8   | Wembley Stadion                | Anglia                  | A legtöbb fellépés egy évben (10 koncert)                                                          | [ 182 ] |

## A kritikusok értékelései

### Észak-Amerika
A turné világszerte széleskörű elismerést kapott a zenekritikusoktól. Andrew Chamings a San Francisco Chronicle-től azt írta, hogy „cinizmusa ellenére a Coldplay koncertje egy vidám, fényes, katartikus, pandémia utáni diadal volt”. Marco Torres a Houston Pressnek írva „gyönyörű álomnak nevezte a koncertet, ahol lufik repkedtek, konfetti pukkant a légágyúkból, és lézerek törtek ki a színpadról a füstön keresztül”, miközben az együttes fellépett. Mac Engel, a Fort Worth Star-Telegram munkatársa azt állította, hogy Martin megmutatta mindazokat a képességeit, amelyek generációjának egyik legjobb előadójává teszik, és erőteljes szettjével meghitt hangulatot teremtett a Cotton Bowlban. A Chicago Sun-Times kritikájában Selena Fragassi a koncerteknek tulajdonította, hogy megszabták a mércét, milyenek lehetnek a turnék a jövőben. Hasonlóképpen, Christopher A. Daniel a The Atlanta Journal-Constitution-tól a produkciós értékeket úgy méltatta, hogy „az olyan zenekarok által kikövezett art rock alapokra emlékeztetnek, mint a Genesis, a Kraftwerk és a Pink Floyd”, hozzátéve, hogy a Coldplay „kihagyhatatlan legendás fellépővé” válik. Továbbá Philip Cosores a Uproxx-tól megemlítette, hogy „nincs elpazarolt energia, a szettidő minden egyes darabját arra használják fel, hogy emlékeket teremtsenek és hatást gyakoroljanak a közönségre”. Majd arra a következtetésre jutott, hogy ha a környezetvédelmi szempontokat a turnézás során még inkább átveszik, akkor a zenekar „korunk egyik alapvető fellépőjének státusza nagyobb jelentőséget fog kapni, mint pusztán a zenéjük öröksége”.

### Európa

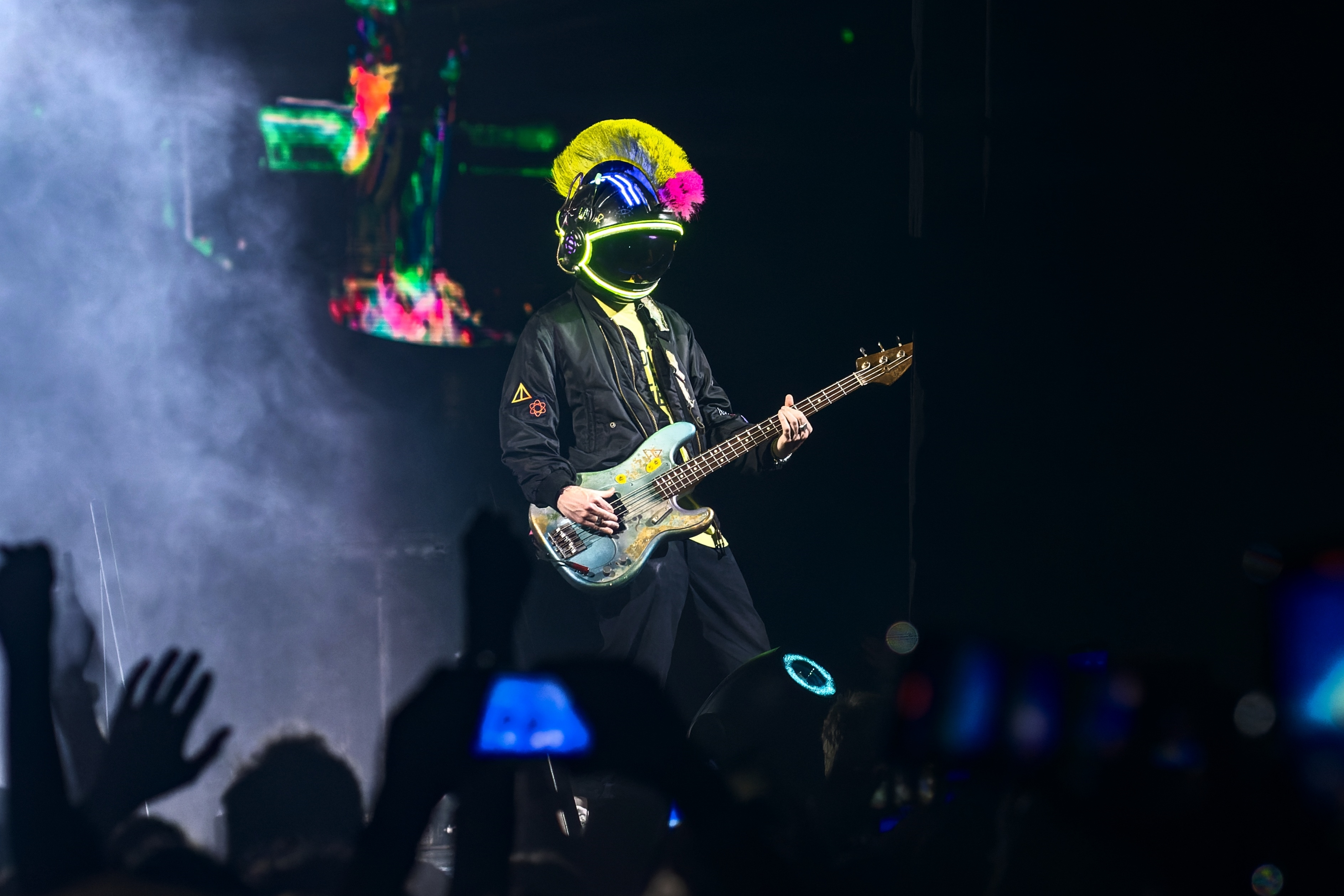
Berryman az Infinity Sign előadása közben a londoni Wembley Stadionban

Torsten Reitz, a Regioactive munkatársa azt nyilatkozta, hogy „tele voltak energiával és sokkal erőteljesebbek, mint a lemezen”, mind a lendületes, mind a csendes pillanatokban remekeltek. Marine Pineau a Virgin Radio kritikájában azt írta, hogy a Coldplay élő fellépőként is megfelelt a hírnevének, és dicsérte a zenekart a showmansége miatt. Alexis Petridis a The Guardiantól dicsérte a turnét, mert „valóban magával ragadó” élményt nyújtott, amely ötletes megközelítéssel mélységet adott a névadó albumnak, és öt csillaggal értékelte a Wembley Stadionban tartott rezidenciát. Kate Solomon a The Times-tól „diadalmas hazatérésnek” tartotta a koncertet, négy csillaggal jutalmazta a Coldplay-t, és dicsérte a zenészi teljesítményüket. A The Telegraph munkatársa, Neil McCormick a stadionos szórakoztatás „modern mestereiként” üdvözölte őket, és ugyanilyen pontszámot adott nekik. Hannah Mylrea az NME-nek írt ötcsillagos írásában úgy fogalmazott, hogy a zenekar mesterkurzust nyújtott abban, hogyan lehet egy hatalmas popshowt megcsinálni. Wilson Ledo, a CNN Portugal munkatársa emellett megemlítette, hogy a koncerteken állandó eufória uralkodott, és dicsérte, ahogy Martin folyamatosan interakcióba lépett a közönséggel. Pau Clot a Muzikalia cikkében arról számolt be, hogy a Coldplay olyan látványt nyújtott, amelyet „ma senki sem tud felülmúlni ezen a bolygón”. Johan Lindqvista, a Göteborgs-Posten munkatársa a zenekar színpadi jelenlétét emelte ki, és azt mondta, Martinban van annyi „szeretet és showman-karizma, hogy minden fénynél és lézernél fényesebben ragyog”.

### Rock in Rio
Felipe Branco Cruz, a Veja munkatársa szerint a zenekar „újra feltalálta az arénarock fogalmát” a Rock in Rio fesztiválon való fellépésükkel, a közönséget a show főszereplőjévé, nem pedig egyszerű nézőjévé tette, és így folytatta a „zenén túli látványosság” örökségét, amelyet olyan együttesek hoztak létre, mint a Pink Floyd, a Queen és a U2. Yolanda Reis az UOL-ban azt írta, hogy „tagadhatatlan”, hogy ők „igazi showmanek”, és a koncertet „felejthetetlen”-ként jellemezte. Carlos Albuquerque, a Folha de São Paulo munkatársa megerősítette, hogy a Coldplay „közel két órányi ízletes kikapcsolódást” mutatott be, és könnyedén kihasználtak mindent, ami a színpadon rendelkezésükre állt. Ana Raquel Lelles az Estado de Minas kritikájában dicsérte őket, amiért az eső ellenére „mesteri” repertoárral tartották izgalomban a közönséget. Julio Maria az Estadãótól megjegyezte, hogy a zenekarnak sikerült elérnie egy „magasabb szintű látványosságot”, és kiemelte a Paradise-t, mint az „első nagy katarzist” a görbén, amely „tovább emelkedett” az este folyamán. Roberto Medina, a fesztivál alapítója és elnöke azt állította, hogy „csak egy olyan pillanat volt, mint a mai, Freddie Mercury 1985-ben. Hihetetlen volt, emlékezetes volt”.

### Dél-Amerika
Juan Carlos Fangacio Arakaki az El Comercio című lapnak írt cikkében megemlítette, hogy a Coldplay „kifogástalan” volt, teljes és változatos műsorral, amely „soha nem hagyott cserben”. A CNN Chile munkatársa, Pablo Figueroa szerint az együttes „magabiztosságot, erőt és tiszteletet mutatott közönsége iránt”, és „az ország egyik legizgalmasabb zenei pillanatának főszereplőjévé vált” a demokráciába való átmenet óta. Marcelo Fernández Bitar a Claríntól kiemelte Martin karizmáját, zenésztársai szilárdságát és a zenekar és a közönség kapcsolatát, hozzátéve, hogy a produkció megerősítette a dalok által kiváltott szenvedélyt. Hasonlóképpen, az Infobae szerkesztőségi cikke a Coldplay „sokoldalúságát” és „összehangoltságát” dicsérte a koncerten, amely a „legfinomabbtól” a „legpompásabbig” terjedt. Mauro Apicella a La Naciónnak írt kritikájában megjegyezte, hogy sikerült a stadiontechnika élvonalában lenniük, jó és egyszerű ötletekkel, amelyek soha nem hagyják ki a közönséget, és olyan dalokkal rendelkeznek, amelyek „klasszikusokká váltak”. Caio Coletti, az Omelete munkatársa szerint Berryman basszusa „ellenállhatatlanul lendületes”, Martin koordinálatlan tánca „ezen a ponton már védjegyévé vált”, Champion pedig jó vokalistának bizonyult a Viva la Vida skandálás irányításával. Dicsérte őket azért is, mert rendkívül érzékletes előadást nyújtottak, és megértették, hogy az este „a rajongók szórakoztatásáról szól, és arról, hogy új utakat találjanak az élményük emelésére”.

### Ázsia–Óceánia
Saori Yoshiba a Barkstól úgy vélte, hogy a turné a „mélység és az intenzitás magával ragadó keveréke” volt, amely lehetővé tette számára, hogy „teljes mértékben átérezze a zene erejét és az élő előadás energiáját”. A CNN Indonesia számára írva Muhammad Feraldi Hifzurahman elárulta, hogy bár a kijelentés elsőre túlzónak tűnik, a Coldplay „valóban megérdemli, hogy olyan zenei élménynek nevezzük, amelyet legalább egyszer az életben ki kell próbálni”. Ezzel szemben az ő kritikájában csak négy csillag szerepelt az ötből, mert a helyszín szervezői nem tudták kezelni a tömeget. Sam Mead a The Music-tól úgy nyilatkozott, hogy „több mint két évtized után ez a zenekar a legjobb formáját hozza – kemény, ütős groove-ok”. Caleb Runciman, a The West Australian munkatársa szerint az Optus Stadium történetének legnagyobb eseményét nyújtották, és egy olyan szettet, amely „olyan volt, mintha koncert, színházi előadás és fényjáték lenne egyben”. Az együttes zenei tudását is dicsérte, öt csillaggal értékelve őket. A Rolling Stone Australia munkatársa, Poppy Reid úgy vélekedett, hogy a Coldplay megszilárdította státuszát a rockzene leglátványosabb élő fellépői között, és előadásukon zökkenőmentesen „vegyítették slágereiket a vizuális csodákkal”. A Manila Bulletin kritikájában Gregorio Larrazabal kiemelte, hogy a helyi vendégek bevonása a Philippine Arenában „kulturális összeolvadást, nemcsak a zenei bravúrok, hanem a globális és helyi dallamok összefonódásának káprázatos látványát” kínálta.

## Elismerések
A Folha de São Paulo, a G1, az O Globo, és az UOL a Rock in Rio 2022 legjobbjai közé sorolta a Coldplay fellépését. A Billboard a színpad felfújható gömbjeit említette, miközben az év legjobb speciális effektjeiről értekezett. A Panorama, a Sky TG24 és a The West Australian a 2023-as év egyik legnagyobb eseményének nevezte a turnét.
| Év   | Esemény, Szervezet       | Kategória                                    | Eredmény | For.    |
| ---- | ------------------------ | -------------------------------------------- | -------- | ------- |
| 2023 | iHeartRadio Music Awards | Az év turnéja                                | Elnyerte | [ 226 ] |
| 2023 | Pollstar Awards          | Az év turnéja                                | Jelölve  | [ 227 ] |
| 2023 | Pollstar Awards          | Az év rockturnéja                            | Jelölve  | [ 227 ] |
| 2023 | Pollstar Awards          | WhizBang Award                               | Elnyerte | [ 227 ] |
| 2023 | Pollstar Awards          | Live Music Is Better Award                   | Jelölve  | [ 227 ] |
| 2023 | Ticketmaster Awards      | Az év koncertje – Lengyelország              | Jelölve  | [ 228 ] |
| 2023 | Ticketmaster Awards      | Legjobb nemzetközi koncert – Franciaország   | Elnyerte | [ 229 ] |
| 2023 | Ticketmaster Awards      | 2023 legjobban várt eseménye – Olaszország   | Elnyerte | [ 230 ] |
| 2024 | iHeartRadio Music Awards | Kedvenc turnéfotós                           | Jelölve  | [ 231 ] |
| 2024 | People’s Choice Awards   | Az év koncertkörútja                         | Jelölve  | [ 232 ] |
| 2024 | Pollstar Awards          | Az év pop turnéja                            | Jelölve  | [ 233 ] |
| 2024 | Pollstar Awards          | Road Warrior of the Year                     | Jelölve  | [ 233 ] |
| 2024 | Ticketmaster Awards      | Az év koncertje – Svédország                 | Elnyerte | [ 234 ] |
| 2024 | Ticketmaster Awards      | Az év koncertje – Svájc                      | Elnyerte | [ 235 ] |
| 2024 | Ticketmaster Awards      | 2024 legjobban várt eseménye – Ausztrália    | Jelölve  | [ 236 ] |
| 2024 | Ticketmaster Awards      | 2024 legjobban várt eseménye – Franciaország | Elnyerte | [ 229 ] |
| 2024 | Ticketmaster Awards      | 2024 legjobban várt eseménye – Németország   | Elnyerte | [ 237 ] |
| 2024 | Ticketmaster Awards      | 2024 legjobban várt eseménye – Olaszország   | Elnyerte | [ 230 ] |
| 2024 | Ticketmaster Awards      | 2024 legjobban várt eseménye – Új-Zéland     | Elnyerte | [ 238 ] |
| 2025 | Pollstar Awards          | Az év turnéja                                | Jelölve  | [ 239 ] |
| 2025 | Pollstar Awards          | Az év rockturnéja                            | Jelölve  | [ 239 ] |
| 2025 | Ticketmaster Awards      | Az év eseménye – Ausztria                    | Elnyerte | [ 240 ] |
| 2025 | Ticketmaster Awards      | Az év zenei eseménye – Görögország           | Elnyerte | [ 241 ] |
| 2025 | Ticketmaster Awards      | Az év nemzetközi koncertje – Franciaország   | Elnyerte | [ 242 ] |

## Kiadványok
2022 októberében a zenekar az Estadio River Plate-ben tartott egyik fellépésüket közvetítette a világ mozijaiban. A Buenos Airesből élő közvetítésként bemutatott projektet Paul Dugdale rendezte, és a Trafalgar Releasing forgalmazta, ugyanaz a cég, amely a Coldplay: A Head Full of Dreams (2018) című filmet is forgalmazta. A vetítések 81 országban zajlottak, ami rekordot jelentett az élő mozis események között. 2023 áprilisában Coldplay – Music of the Spheres: Live at River Plate címmel mutatták be a rendezői vágást átdolgozott hanggal és látványvilággal. Később ezt követte a Tutto Passa – A Tribute to Napoli című rövidfilm, amelyet kizárólag a YouTube-on tettek közzé. A felvételek a nápolyi életet és a Stadio Diego Armando Maradona koncertjeit ötvözték; Stillz rendező volt a felelős a válogatásért. 2024 júniusában a Coldplay bejelentette tizedik stúdióalbumát Moon Music címmel, amely október 4-én jelent meg. A lemezről számos dal és videó készült a turnézás során, olyan helyszíneken, mint a Herodes Atticus Odeon, a Grafton Street és a Marina Bay. A Coldplay emellett csatlakozott a Disney+ Hotstarhoz a Live in Ahmedabad című műsorhoz, amely 2025. január 26-án több mint 8,3 millió streamelőt vonzott.

## Hatása
Eric Renner Brown, a Pollstar munkatársa szerint a Coldplay a Music of the Spheres World Tourral „a fenntartható turnézás új korszakát” nyitotta meg. Törekvéseik példátlanok egy stadionturné esetében, mivel a zenekar az első két év alatt 59%-kal csökkentette a CO2-kibocsátást, 9 millió fát ültetett el erdőrezervátumokban, és a Live Nation átvette módszereiket, hogy több előadónak is zöld lehetőségeket biztosítson. Továbbá a Time a világ legbefolyásosabb klímavédelmi vezetői közé sorolta őket. Mivel a turné a meglátogatott régiókban a híradások vezető témájává vált, a médiajelenségnek is tekintették. Mark Beaumont a The Times-tól úgy nyilatkozott, hogy a zenekar visszanyerte a közvélemény tiszteletét és hitelességét, ami a velük szembeni hozzáállás megváltozását idézte elő.
A nagy kereslet miatt a turné számos régióban, többek között Portugáliában, Olaszországban és Malajziában is a jegyárak emelkedését okozta. Az utóbbi országban az esetek kivizsgálása új jogszabályokat inspirált a jövőbeli koncertekre vonatkozóan. Hasonlóképpen, az indonéz kormány úgy döntött, hogy rugalmasabbá teszi a rendezvények engedélyezési eljárását, miután a Coldplay nem tudott elég időpontot beütemezni a kereslet kielégítésére. A médiumok beszámoltak arról, hogy jegy nélküli rajongók gyűltek össze a helyszínek előtt, hogy meghallgassák az együttes fellépését olyan városokban, mint Barcelona, Rio de Janeiro és Kaohsziung. A koncertek a helyi gazdaságot is fellendítették, és a lottónyereményhez hasonlították őket. Emellett a együttes újra előretört a zenei listákon, mivel a diszkográfiájuk eladásai jelentősen nőttek. A helyi nonprofit szervezetek támogatására a Global Citizen és a Love Button Global Movement nevű szervezetekkel működtek együtt.

## Dallista
Ez a lista a 2022. július 3-i frankfurti koncertről származik. Nem reprezentálja az összes koncertet a turné során.
Act I – Planets
1. Flying (az E. T., a földönkívüli filmzenéjéről)
2. Music of the Spheres (intro)
3. Higher Power
4. Adventure of a Lifetime
5. Paradise
6. Charlie Brown
7. The Scientist (az Oceans elemeivel)

Act II – Moons
1. Viva la Vida
2. Hymn for the Weekend
3. Let Somebody Go
4. Politik
5. In My Place
6. Yellow
7. Sunrise (Louis Armstrong beszédével a What a Wonderful World-ből)

Act III – Stars
1. Human Heart
2. People of the Pride
3. Clocks
4. Infinity Sign (a Music of the Spheres II és az Every Teardrop Is a Waterfall elemeivel)
5. Something Just Like This (amerikai jelnyelven előadva)
6. Midnight (Lone Blue Moon Tree című dalának elemeivel)
7. My Universe
8. A Sky Full of Stars

Act IV – Home
1. Sparks
2. Magic
3. Humankind
4. Fix You
5. Biutyful
6. A Wave (outro)

## A turné állomásai
| Dátum (2022)  | Város           | Ország                | Helyszín                       | Felvezető előadó                    | Látogatottság     | Bevétel     |
| ------------- | --------------- | --------------------- | ------------------------------ | ----------------------------------- | ----------------- | ----------- |
| Március 18    | San José        | Costa Rica            | Estadio Nacional de Costa Rica | H.E.R. MishCatt                     | 86 199 / 86 199   | $5 687 127  |
| Március 19    | San José        | Costa Rica            | Estadio Nacional de Costa Rica | H.E.R. MishCatt                     | 86 199 / 86 199   | $5 687 127  |
| Március 22    | Santo Domingo   | Dominikai Köztársaság | Estadio Olímpico Félix Sánchez | H.E.R. La Marimba                   | 30 524 / 30 524   | $2 571 873  |
| Március 25    | Guadalupe       | Mexikó                | Estadio BBVA                   | Carla Morrison DannyLux             | 112 262 / 112 262 | $8 996 432  |
| Március 26    | Guadalupe       | Mexikó                | Estadio BBVA                   | Carla Morrison DannyLux             | 112 262 / 112 262 | $8 996 432  |
| Március 29    | Zapopan         | Mexikó                | Estadio Akron                  | Carla Morrison DannyLux             | 90 153 / 90 153   | $8 190 681  |
| Március 30    | Zapopan         | Mexikó                | Estadio Akron                  | Carla Morrison DannyLux             | 90 153 / 90 153   | $8 190 681  |
| Április 3     | Mexikóváros     | Mexikó                | Foro Sol                       | Carla Morrison DannyLux             | 259 591 / 259 591 | $19 544 924 |
| Április 4     | Mexikóváros     | Mexikó                | Foro Sol                       | Carla Morrison DannyLux             | 259 591 / 259 591 | $19 544 924 |
| Április 6     | Mexikóváros     | Mexikó                | Foro Sol                       | Carla Morrison DannyLux             | 259 591 / 259 591 | $19 544 924 |
| Április 7     | Mexikóváros     | Mexikó                | Foro Sol                       | Carla Morrison DannyLux             | 259 591 / 259 591 | $19 544 924 |
| Május 6       | Dallas          | Egyesült Államok      | Cotton Bowl                    | H.E.R. Leila Pari                   | 58 669 / 58 669   | $6 065 763  |
| Május 8       | Houston         | Egyesült Államok      | NRG Stadion                    | H.E.R. Alaina Castillo              | 46 959 / 46 959   | $5 413 072  |
| Május 12      | Glendale        | Egyesült Államok      | State Farm Stadion             | H.E.R. Kacy Hill                    | 42 849 / 42 849   | $3 542 528  |
| Május 15      | Santa Clara     | Egyesült Államok      | Levi’s Stadion                 | H.E.R. Bobby Gonz                   | 50 791 / 50 791   | $5 861 025  |
| Május 28      | Chicago         | Egyesült Államok      | Soldier Field                  | H.E.R. Drama                        | 107 072 / 107 072 | $10 969 930 |
| Május 29      | Chicago         | Egyesült Államok      | Soldier Field                  | H.E.R. Drama                        | 107 072 / 107 072 | $10 969 930 |
| Június 1      | Landover        | Egyesült Államok      | FedExField                     | H.E.R. Shaed                        | 47 133 / 47 133   | $5 196 389  |
| Június 4      | East Rutherford | Egyesült Államok      | MetLife Stadion                | H.E.R. Bea Miller                   | 117 240 / 117 240 | $13 153 892 |
| Június 5      | East Rutherford | Egyesült Államok      | MetLife Stadion                | H.E.R. Bea Miller                   | 117 240 / 117 240 | $13 153 892 |
| Június 8      | Philadelphia    | Egyesült Államok      | Lincoln Financial Field        | H.E.R. Lizzy McAlpine               | 57 415 / 57 415   | $5 606 712  |
| Június 11     | Atlanta         | Egyesült Államok      | Mercedes-Benz Stadion          | H.E.R. Mariah the Scientist         | 54 059 / 54 059   | $5 913 613  |
| Június 14     | Tampa           | Egyesült Államok      | Raymond James Stadion          | H.E.R. Gigi                         | 55 980 / 55 980   | $6 300 175  |
| Július 2      | Frankfurt       | Németország           | Deutsche Bank Park             | H.E.R. Alli Neumann                 | 138 282 / 138 282 | $13 745 935 |
| Július 3      | Frankfurt       | Németország           | Deutsche Bank Park             | H.E.R. Alli Neumann                 | 138 282 / 138 282 | $13 745 935 |
| Július 5      | Frankfurt       | Németország           | Deutsche Bank Park             | London Grammar Alli Neumann         | 138 282 / 138 282 | $13 745 935 |
| Július 8      | Varsó           | Lengyelország         | Nemzeti Stadion                | H.E.R. Mery Spolsky                 | 57 574 / 57 574   | $4 576 813  |
| Július 10     | Berlin          | Németország           | Olimpiai Stadion               | London Grammar Alli Neumann         | 216 535 / 216 535 | $20 389 783 |
| Július 12     | Berlin          | Németország           | Olimpiai Stadion               | H.E.R. Alli Neumann                 | 216 535 / 216 535 | $20 389 783 |
| Július 13     | Berlin          | Németország           | Olimpiai Stadion               | H.E.R. Alli Neumann                 | 216 535 / 216 535 | $20 389 783 |
| Július 16     | Saint-Denis     | Franciaország         | Stade de France                | H.E.R. Gaumar                       | 318 331 / 318 331 | $28 035 164 |
| Július 17     | Saint-Denis     | Franciaország         | Stade de France                | H.E.R. Gaumar                       | 318 331 / 318 331 | $28 035 164 |
| Július 19     | Saint-Denis     | Franciaország         | Stade de France                | London Grammar Lous and the Yakuza  | 318 331 / 318 331 | $28 035 164 |
| Július 20     | Saint-Denis     | Franciaország         | Stade de France                | London Grammar Lous and the Yakuza  | 318 331 / 318 331 | $28 035 164 |
| Augusztus 5   | Brüsszel        | Belgium               | Baldvin király Stadion         | H.E.R. Lous and the Yakuza          | 224 719 / 224 719 | $20 007 105 |
| Augusztus 6   | Brüsszel        | Belgium               | Baldvin király Stadion         | H.E.R. Lous and the Yakuza          | 224 719 / 224 719 | $20 007 105 |
| Augusztus 8   | Brüsszel        | Belgium               | Baldvin király Stadion         | London Grammar Lous and the Yakuza  | 224 719 / 224 719 | $20 007 105 |
| Augusztus 9   | Brüsszel        | Belgium               | Baldvin király Stadion         | London Grammar Lous and the Yakuza  | 224 719 / 224 719 | $20 007 105 |
| Augusztus 12  | London          | Anglia                | Wembley Stadion                | H.E.R. Griff                        | 464 839 / 464 839 | $49 209 920 |
| Augusztus 13  | London          | Anglia                | Wembley Stadion                | H.E.R. Griff                        | 464 839 / 464 839 | $49 209 920 |
| Augusztus 16  | London          | Anglia                | Wembley Stadion                | London Grammar Ibibio Sound Machine | 464 839 / 464 839 | $49 209 920 |
| Augusztus 17  | London          | Anglia                | Wembley Stadion                | H.E.R. Ibibio Sound Machine         | 464 839 / 464 839 | $49 209 920 |
| Augusztus 20  | London          | Anglia                | Wembley Stadion                | London Grammar Laura Mvula          | 464 839 / 464 839 | $49 209 920 |
| Augusztus 21  | London          | Anglia                | Wembley Stadion                | London Grammar Laura Mvula          | 464 839 / 464 839 | $49 209 920 |
| Augusztus 23  | Glasgow         | Skócia                | Hampden Park                   | H.E.R. Nina Nesbitt                 | 106 209 / 106 209 | $10 402 757 |
| Augusztus 24  | Glasgow         | Skócia                | Hampden Park                   | London Grammar Nina Nesbitt         | 106 209 / 106 209 | $10 402 757 |
| Szeptember 10 | Rio de Janeiro  | Brazília              | Barra Olympic Park             | N/A                                 | N/A               | N/A         |
| Szeptember 13 | Lima            | Peru                  | Estadio Nacional del Perú      | Camila Cabello Andrea Martinez      | 85 845 / 85 845   | $9 242 799  |
| Szeptember 14 | Lima            | Peru                  | Estadio Nacional del Perú      | Camila Cabello Andrea Martinez      | 85 845 / 85 845   | $9 242 799  |
| Szeptember 16 | Bogotá          | Kolumbia              | Estadio El Campín              | Camila Cabello Mabiland             | 88 314 / 88 314   | $8 062 927  |
| Szeptember 17 | Bogotá          | Kolumbia              | Estadio El Campín              | Camila Cabello Mabiland             | 88 314 / 88 314   | $8 062 927  |
| Szeptember 20 | Santiago        | Chile                 | Estadio Nacional de Chile      | Camila Cabello Princesa Alba        | 256 916 / 256 916 | $15 886 887 |
| Szeptember 21 | Santiago        | Chile                 | Estadio Nacional de Chile      | Camila Cabello Princesa Alba        | 256 916 / 256 916 | $15 886 887 |
| Szeptember 23 | Santiago        | Chile                 | Estadio Nacional de Chile      | Camila Cabello Princesa Alba        | 256 916 / 256 916 | $15 886 887 |
| Szeptember 24 | Santiago        | Chile                 | Estadio Nacional de Chile      | Camila Cabello Princesa Alba        | 256 916 / 256 916 | $15 886 887 |
| Október 25    | Buenos Aires    | Argentína             | Estadio River Plate            | H.E.R. Zoe Gotusso                  | 626 841 / 626 841 | $49 695 814 |
| Október 26    | Buenos Aires    | Argentína             | Estadio River Plate            | H.E.R. Zoe Gotusso                  | 626 841 / 626 841 | $49 695 814 |
| Október 28    | Buenos Aires    | Argentína             | Estadio River Plate            | H.E.R. Zoe Gotusso                  | 626 841 / 626 841 | $49 695 814 |
| Október 29    | Buenos Aires    | Argentína             | Estadio River Plate            | H.E.R. Zoe Gotusso                  | 626 841 / 626 841 | $49 695 814 |
| November 1    | Buenos Aires    | Argentína             | Estadio River Plate            | H.E.R. Zoe Gotusso                  | 626 841 / 626 841 | $49 695 814 |
| November 2    | Buenos Aires    | Argentína             | Estadio River Plate            | H.E.R. Clara Cava                   | 626 841 / 626 841 | $49 695 814 |
| November 4    | Buenos Aires    | Argentína             | Estadio River Plate            | H.E.R. Zoe Gotusso                  | 626 841 / 626 841 | $49 695 814 |
| November 5    | Buenos Aires    | Argentína             | Estadio River Plate            | H.E.R. Zoe Gotusso                  | 626 841 / 626 841 | $49 695 814 |
| November 7    | Buenos Aires    | Argentína             | Estadio River Plate            | H.E.R. Zoe Gotusso                  | 626 841 / 626 841 | $49 695 814 |
| November 8    | Buenos Aires    | Argentína             | Estadio River Plate            | H.E.R. Zoe Gotusso                  | 626 841 / 626 841 | $49 695 814 |

| Dátum (2023)  | Város          | Ország           | Helyszín                       | Felvezető előadó                    | Látogatottság     | Bevétel     |
| ------------- | -------------- | ---------------- | ------------------------------ | ----------------------------------- | ----------------- | ----------- |
| Március 10    | São Paulo      | Brazília         | Morumbi Stadion                | Chvrches Elana Dara                 | 439 651 / 439 651 | $40 104 881 |
| Március 11    | São Paulo      | Brazília         | Morumbi Stadion                | Chvrches Elana Dara                 | 439 651 / 439 651 | $40 104 881 |
| Március 13    | São Paulo      | Brazília         | Morumbi Stadion                | Chvrches Elana Dara                 | 439 651 / 439 651 | $40 104 881 |
| Március 14    | São Paulo      | Brazília         | Morumbi Stadion                | Chvrches Elana Dara                 | 439 651 / 439 651 | $40 104 881 |
| Március 17    | São Paulo      | Brazília         | Morumbi Stadion                | Chvrches Elana Dara                 | 439 651 / 439 651 | $40 104 881 |
| Március 18    | São Paulo      | Brazília         | Morumbi Stadion                | Chvrches Elana Dara                 | 439 651 / 439 651 | $40 104 881 |
| Március 21    | Curitiba       | Brazília         | Couto Pereira Stadion          | Chvrches Clara x Sofia              | 85 776 / 85 776   | $8 126 841  |
| Március 22    | Curitiba       | Brazília         | Couto Pereira Stadion          | Chvrches Clara x Sofia              | 85 776 / 85 776   | $8 126 841  |
| Március 25    | Rio de Janeiro | Brazília         | Estádio Olímpico Nilton Santos | Chvrches Clara x Sofia              | 211 012 / 211 012 | $17 204 664 |
| Március 26    | Rio de Janeiro | Brazília         | Estádio Olímpico Nilton Santos | Chvrches Clara x Sofia              | 211 012 / 211 012 | $17 204 664 |
| Március 28    | Rio de Janeiro | Brazília         | Estádio Olímpico Nilton Santos | Chvrches Clara x Sofia              | 211 012 / 211 012 | $17 204 664 |
| Május 17      | Coimbra        | Portugália       | Estádio Cidade de Coimbra      | Griff Bárbara Bandeira              | 208 284 / 208 284 | $21 473 885 |
| Május 18      | Coimbra        | Portugália       | Estádio Cidade de Coimbra      | Griff Bárbara Bandeira              | 208 284 / 208 284 | $21 473 885 |
| Május 20      | Coimbra        | Portugália       | Estádio Cidade de Coimbra      | Griff Bárbara Bandeira              | 208 284 / 208 284 | $21 473 885 |
| Május 21      | Coimbra        | Portugália       | Estádio Cidade de Coimbra      | Griff Bárbara Bandeira              | 208 284 / 208 284 | $21 473 885 |
| Május 24      | Barcelona      | Spanyolország    | Estadi Olímpic Lluís Companys  | Chvrches Hinds                      | 224 761 / 224 761 | $27 262 896 |
| Május 25      | Barcelona      | Spanyolország    | Estadi Olímpic Lluís Companys  | Chvrches Hinds                      | 224 761 / 224 761 | $27 262 896 |
| Május 27      | Barcelona      | Spanyolország    | Estadi Olímpic Lluís Companys  | Chvrches Ona Mafalda                | 224 761 / 224 761 | $27 262 896 |
| Május 28      | Barcelona      | Spanyolország    | Estadi Olímpic Lluís Companys  | Chvrches Ona Mafalda                | 224 761 / 224 761 | $27 262 896 |
| Május 31      | Manchester     | Anglia           | Etihad Stadion                 | Chvrches Porij                      | 195 874 / 195 874 | $24 164 085 |
| Június 1      | Manchester     | Anglia           | Etihad Stadion                 | Chvrches Porij                      | 195 874 / 195 874 | $24 164 085 |
| Június 3      | Manchester     | Anglia           | Etihad Stadion                 | Chvrches Porij                      | 195 874 / 195 874 | $24 164 085 |
| Június 4      | Manchester     | Anglia           | Etihad Stadion                 | Chvrches Porij                      | 195 874 / 195 874 | $24 164 085 |
| Június 6      | Cardiff        | Wales            | Principality Stadion           | Chvrches Hana Lili                  | 119 280 / 119 280 | $14 151 135 |
| Június 7      | Cardiff        | Wales            | Principality Stadion           | Chvrches Hana Lili                  | 119 280 / 119 280 | $14 151 135 |
| Június 21     | Nápoly         | Olaszország      | Diego Armando Maradona Stadion | Chvrches Laila al Habash            | 93 341 / 93 341   | $9 856 532  |
| Június 22     | Nápoly         | Olaszország      | Diego Armando Maradona Stadion | Chvrches Laila al Habash            | 93 341 / 93 341   | $9 856 532  |
| Június 25     | Milánó         | Olaszország      | San Siro                       | Chvrches Mara Sattei                | 249 560 / 249 560 | $29 439 180 |
| Június 26     | Milánó         | Olaszország      | San Siro                       | Chvrches Mara Sattei                | 249 560 / 249 560 | $29 439 180 |
| Június 28     | Milánó         | Olaszország      | San Siro                       | Chvrches Mara Sattei                | 249 560 / 249 560 | $29 439 180 |
| Június 29     | Milánó         | Olaszország      | San Siro                       | Chvrches Mara Sattei                | 249 560 / 249 560 | $29 439 180 |
| Július 1      | Zürich         | Svájc            | Letzigrund                     | Griff Caroline Alves                | 95 055 / 95 055   | $14 972 413 |
| Július 2      | Zürich         | Svájc            | Letzigrund                     | Griff Caroline Alves                | 95 055 / 95 055   | $14 972 413 |
| Július 5      | Koppenhága     | Dánia            | Parken Stadion                 | Griff Oh Land                       | 98 646 / 98 646   | $12 230 710 |
| Július 6      | Koppenhága     | Dánia            | Parken Stadion                 | Griff Oh Land                       | 98 646 / 98 646   | $12 230 710 |
| Július 8      | Göteborg       | Svédország       | Ullevi                         | Griff Luciia                        | 267 180 / 267 180 | $26 242 821 |
| Július 9      | Göteborg       | Svédország       | Ullevi                         | Griff Luciia                        | 267 180 / 267 180 | $26 242 821 |
| Július 11     | Göteborg       | Svédország       | Ullevi                         | Griff Luciia                        | 267 180 / 267 180 | $26 242 821 |
| Július 12     | Göteborg       | Svédország       | Ullevi                         | Griff Luciia                        | 267 180 / 267 180 | $26 242 821 |
| Július 15     | Amszterdam     | Hollandia        | Johan Cruyff Arena             | Griff Zoë Tauran                    | 217 609 / 217 609 | $30 322 573 |
| Július 16     | Amszterdam     | Hollandia        | Johan Cruyff Arena             | Griff Zoë Tauran                    | 217 609 / 217 609 | $30 322 573 |
| Július 18     | Amszterdam     | Hollandia        | Johan Cruyff Arena             | Griff Zoë Tauran                    | 217 609 / 217 609 | $30 322 573 |
| Július 19     | Amszterdam     | Hollandia        | Johan Cruyff Arena             | Griff Zoë Tauran                    | 217 609 / 217 609 | $30 322 573 |
| Szeptember 20 | Seattle        | Egyesült Államok | Lumen Field                    | H.E.R. 070 Shake Bobby Gonz         | 60 342 / 60 342   | $8 124 415  |
| Szeptember 22 | Vancouver      | Kanada           | BC Place                       | H.E.R. 070 Shake Bobby Gonz         | 89 645 / 89 645   | $12 405 572 |
| Szeptember 23 | Vancouver      | Kanada           | BC Place                       | H.E.R. 070 Shake Bobby Gonz         | 89 645 / 89 645   | $12 405 572 |
| Szeptember 27 | San Diego      | Egyesült Államok | Snapdragon Stadion             | H.E.R. 070 Shake Bobby Gonz         | 64 130 / 64 130   | $10 355 147 |
| Szeptember 28 | San Diego      | Egyesült Államok | Snapdragon Stadion             | H.E.R. 070 Shake Bobby Gonz         | 64 130 / 64 130   | $10 355 147 |
| Szeptember 30 | Pasadena       | Egyesült Államok | Rose Bowl                      | H.E.R. 070 Shake Bobby Gonz         | 136 043 / 136 043 | $19 019 116 |
| Október 1     | Pasadena       | Egyesült Államok | Rose Bowl                      | H.E.R. 070 Shake Bobby Gonz         | 136 043 / 136 043 | $19 019 116 |
| November 6    | Tokió          | Japán            | Tokyo Dome                     | Yoasobi                             | 97 267 / 97 267   | $13 726 445 |
| November 7    | Tokió          | Japán            | Tokyo Dome                     | Yoasobi                             | 97 267 / 97 267   | $13 726 445 |
| November 11   | Kaohsziung     | Tajvan           | Nemzeti Stadion                | Accusefive                          | 102 949 / 102 949 | $15 159 017 |
| November 12   | Kaohsziung     | Tajvan           | Nemzeti Stadion                | Accusefive                          | 102 949 / 102 949 | $15 159 017 |
| November 15   | Jakarta        | Indonézia        | Gelora Bung Karno Stadion      | Rahmania Astrini                    | 78 541 / 78 541   | $13 893 822 |
| November 18   | Perth          | Ausztrália       | Optus Stadion                  | Amy Shark Thelma Plum Adrian Dzvuke | 124 883 / 124 883 | $13 888 883 |
| November 19   | Perth          | Ausztrália       | Optus Stadion                  | Tash Sultana Thelma Plum King Ibis  | 124 883 / 124 883 | $13 888 883 |
| November 22   | Kuala Lumpur   | Malajzia         | Bukit Jalil Nemzeti Stadion    | Bunga                               | 81 812 / 81 812   | $10 904 369 |

| Dátum (2024) | Város            | Ország         | Helyszín             | Felvezető előadó                | Látogatottság     | Bevétel     |
| ------------ | ---------------- | -------------- | -------------------- | ------------------------------- | ----------------- | ----------- |
| Január 19    | Bocaue           | Fülöp-szigetek | Philippine Arena     | Jikamarie                       | 96 079 / 96 079   | $15 425 465 |
| Január 20    | Bocaue           | Fülöp-szigetek | Philippine Arena     | Jikamarie                       | 96 079 / 96 079   | $15 425 465 |
| Január 23    | Szingapúr        | Szingapúr      | Nemzeti Stadion      | Jasmine Sokko Jinan Laetitia    | 321 113 / 321 113 | $43 362 247 |
| Január 24    | Szingapúr        | Szingapúr      | Nemzeti Stadion      | Jasmine Sokko Jinan Laetitia    | 321 113 / 321 113 | $43 362 247 |
| Január 26    | Szingapúr        | Szingapúr      | Nemzeti Stadion      | Jasmine Sokko Jinan Laetitia    | 321 113 / 321 113 | $43 362 247 |
| Január 27    | Szingapúr        | Szingapúr      | Nemzeti Stadion      | Rriley Jinan Laetitia           | 321 113 / 321 113 | $43 362 247 |
| Január 30    | Szingapúr        | Szingapúr      | Nemzeti Stadion      | Rriley Jinan Laetitia           | 321 113 / 321 113 | $43 362 247 |
| Január 31    | Szingapúr        | Szingapúr      | Nemzeti Stadion      | Rriley Jinan Laetitia           | 321 113 / 321 113 | $43 362 247 |
| Február 3    | Bangkok          | Thaiföld       | Racsamangala Stadion | Valentina Ploy                  | 106 027 / 106 027 | $16 878 887 |
| Február 4    | Bangkok          | Thaiföld       | Racsamangala Stadion | Valentina Ploy                  | 106 027 / 106 027 | $16 878 887 |
| Június 8     | Athén            | Görögország    | Olimpiai Stadion     | Maisie Peters Antonia Kaouri    | 139 459 / 139 459 | $14 659 812 |
| Június 9     | Athén            | Görögország    | Olimpiai Stadion     | Maisie Peters Antonia Kaouri    | 139 459 / 139 459 | $14 659 812 |
| Június 12    | Bukarest         | Románia        | Nemzeti Stadion      | Maisie Peters Emaa              | 105 420 / 105 420 | $11 517 472 |
| Június 13    | Bukarest         | Románia        | Nemzeti Stadion      | Maisie Peters Emaa              | 105 420 / 105 420 | $11 517 472 |
| Június 16    | Budapest         | Magyarország   | Puskás Aréna         | Maisie Peters Solére            | 166 771 / 166 771 | $17 042 753 |
| Június 18    | Budapest         | Magyarország   | Puskás Aréna         | Maisie Peters Solére            | 166 771 / 166 771 | $17 042 753 |
| Június 19    | Budapest         | Magyarország   | Puskás Aréna         | Maisie Peters Solére            | 166 771 / 166 771 | $17 042 753 |
| Június 22    | Décines-Charpieu | Franciaország  | Groupama Stadium     | Janelle Monáe Ronisia           | 164 641 / 164 641 | $21 581 208 |
| Június 23    | Décines-Charpieu | Franciaország  | Groupama Stadium     | Janelle Monáe Ronisia           | 164 641 / 164 641 | $21 581 208 |
| Június 25    | Décines-Charpieu | Franciaország  | Groupama Stadium     | Janelle Monáe Ronisia           | 164 641 / 164 641 | $21 581 208 |
| Június 29    | Pilton           | Anglia         | Worthy Farm          | N/A                             | N/A               | N/A         |
| Július 12    | Róma             | Olaszország    | Olimpiai Stadion     | Janelle Monáe Rose Villain      | 251 771 / 251 771 | $29 378 307 |
| Július 13    | Róma             | Olaszország    | Olimpiai Stadion     | Janelle Monáe Rose Villain      | 251 771 / 251 771 | $29 378 307 |
| Július 15    | Róma             | Olaszország    | Olimpiai Stadion     | Janelle Monáe Rose Villain      | 251 771 / 251 771 | $29 378 307 |
| Július 16    | Róma             | Olaszország    | Olimpiai Stadion     | Janelle Monáe Rose Villain      | 251 771 / 251 771 | $29 378 307 |
| Július 20    | Düsseldorf       | Németország    | Merkur Spiel-Arena   | Janelle Monáe Zoe Wees          | 145 402 / 145 402 | $19 465 043 |
| Július 21    | Düsseldorf       | Németország    | Merkur Spiel-Arena   | Janelle Monáe Zoe Wees          | 145 402 / 145 402 | $19 465 043 |
| Július 23    | Düsseldorf       | Németország    | Merkur Spiel-Arena   | Janelle Monáe Zoe Wees          | 145 402 / 145 402 | $19 465 043 |
| Július 27    | Helsinki         | Finnország     | Olimpiai Stadion     | Maisie Peters Alma              | 178 033 / 178 033 | $23 311 075 |
| Július 28    | Helsinki         | Finnország     | Olimpiai Stadion     | Maisie Peters Alma              | 178 033 / 178 033 | $23 311 075 |
| Július 30    | Helsinki         | Finnország     | Olimpiai Stadion     | Maisie Peters Alma              | 178 033 / 178 033 | $23 311 075 |
| Július 31    | Helsinki         | Finnország     | Olimpiai Stadion     | Maisie Peters Alma              | 178 033 / 178 033 | $23 311 075 |
| Augusztus 15 | München          | Németország    | Olimpiai Stadion     | Maggie Rogers Wilhelmine        | 210 192 / 210 192 | $28 587 643 |
| Augusztus 17 | München          | Németország    | Olimpiai Stadion     | Maggie Rogers Wilhelmine        | 210 192 / 210 192 | $28 587 643 |
| Augusztus 18 | München          | Németország    | Olimpiai Stadion     | Maggie Rogers Wilhelmine        | 210 192 / 210 192 | $28 587 643 |
| Augusztus 21 | Bécs             | Ausztria       | Ernst-Happel Stadion | Maggie Rogers Oska              | 251 399 / 251 399 | $33 030 164 |
| Augusztus 22 | Bécs             | Ausztria       | Ernst-Happel Stadion | Maggie Rogers Oska              | 251 399 / 251 399 | $33 030 164 |
| Augusztus 24 | Bécs             | Ausztria       | Ernst-Happel Stadion | Maggie Rogers Oska              | 251 399 / 251 399 | $33 030 164 |
| Augusztus 25 | Bécs             | Ausztria       | Ernst-Happel Stadion | Maggie Rogers Oska              | 251 399 / 251 399 | $33 030 164 |
| Augusztus 29 | Dublin           | Írország       | Croke Park           | Maggie Rogers Aby Coulibaly     | 329 200 / 329 200 | $49 520 804 |
| Augusztus 30 | Dublin           | Írország       | Croke Park           | Maggie Rogers Aby Coulibaly     | 329 200 / 329 200 | $49 520 804 |
| Szeptember 1 | Dublin           | Írország       | Croke Park           | Maggie Rogers Aby Coulibaly     | 329 200 / 329 200 | $49 520 804 |
| Szeptember 2 | Dublin           | Írország       | Croke Park           | Maggie Rogers Aby Coulibaly     | 329 200 / 329 200 | $49 520 804 |
| Október 30   | Melbourne        | Ausztrália     | Marvel Stadion       | Ayra Starr Emmanuel Kelly Shone | 229 120 / 229 120 | $28 849 502 |
| Október 31   | Melbourne        | Ausztrália     | Marvel Stadion       | Ayra Starr Emmanuel Kelly Shone | 229 120 / 229 120 | $28 849 502 |
| November 2   | Melbourne        | Ausztrália     | Marvel Stadion       | Ayra Starr Emmanuel Kelly Shone | 229 120 / 229 120 | $28 849 502 |
| November 3   | Melbourne        | Ausztrália     | Marvel Stadion       | Ayra Starr Emmanuel Kelly Shone | 229 120 / 229 120 | $28 849 502 |
| November 6   | Sydney           | Ausztrália     | Accor Stadion        | Ayra Starr Emmanuel Kelly Shone | 325 072 / 325 072 | $37 402 153 |
| November 7   | Sydney           | Ausztrália     | Accor Stadion        | Ayra Starr Emmanuel Kelly Shone | 325 072 / 325 072 | $37 402 153 |
| November 9   | Sydney           | Ausztrália     | Accor Stadion        | Ayra Starr Emmanuel Kelly Shone | 325 072 / 325 072 | $37 402 153 |
| November 10  | Sydney           | Ausztrália     | Accor Stadion        | Ayra Starr Emmanuel Kelly Shone | 325 072 / 325 072 | $37 402 153 |
| November 13  | Auckland         | Új-Zéland      | Eden Park            | Ayra Starr Emmanuel Kelly Shone | 169 079 / 169 079 | $19 276 352 |
| November 15  | Auckland         | Új-Zéland      | Eden Park            | Ayra Starr Emmanuel Kelly Shone | 169 079 / 169 079 | $19 276 352 |
| November 16  | Auckland         | Új-Zéland      | Eden Park            | Ayra Starr Emmanuel Kelly Shone | 169 079 / 169 079 | $19 276 352 |

| Dátum (2025) | Város              | Ország                  | Helyszín                   | Felvezető előadó            | Látogatottság                  | Bevétel        |
| ------------ | ------------------ | ----------------------- | -------------------------- | --------------------------- | ------------------------------ | -------------- |
| Január 9     | Abu-Dzabi          | Egyesült Arab Emírségek | Zayed Sports City Stadion  | Elyanna Shone               | 203 160 / 203 160              | $28 081 406    |
| Január 11    | Abu-Dzabi          | Egyesült Arab Emírségek | Zayed Sports City Stadion  | Elyanna Shone               | 203 160 / 203 160              | $28 081 406    |
| Január 12    | Abu-Dzabi          | Egyesült Arab Emírségek | Zayed Sports City Stadion  | Elyanna Shone               | 203 160 / 203 160              | $28 081 406    |
| Január 14    | Abu-Dzabi          | Egyesült Arab Emírségek | Zayed Sports City Stadion  | Elyanna Shone               | 203 160 / 203 160              | $28 081 406    |
| Január 18    | Navi Mumbai        | India                   | DY Patil Stadion           | Jasleen Royal Elyanna Shone | 163 711 / 163 711              | $12 819 848    |
| Január 19    | Navi Mumbai        | India                   | DY Patil Stadion           | Jasleen Royal Elyanna Shone | 163 711 / 163 711              | $12 819 848    |
| Január 21    | Navi Mumbai        | India                   | DY Patil Stadion           | Jasleen Royal Elyanna Shone | 163 711 / 163 711              | $12 819 848    |
| Január 25    | Ahmadábád          | India                   | Narendra Modi Stadion      | Jasleen Royal Elyanna Shone | 223 570 / 223 570              | $15 696 814    |
| Január 26    | Ahmadábád          | India                   | Narendra Modi Stadion      | Jasleen Royal Elyanna Shone | 223 570 / 223 570              | $15 696 814    |
| Április 8    | Hongkong           | Hongkong                | Kai Tak Sports Park        | Marf Elyanna                | 183 980 / 183 980              | $32 941 256    |
| Április 9    | Hongkong           | Hongkong                | Kai Tak Sports Park        | Marf Elyanna                | 183 980 / 183 980              | $32 941 256    |
| Április 11   | Hongkong           | Hongkong                | Kai Tak Sports Park        | Marf Elyanna                | 183 980 / 183 980              | $32 941 256    |
| Április 12   | Hongkong           | Hongkong                | Kai Tak Sports Park        | Marf Elyanna                | 183 980 / 183 980              | $32 941 256    |
| Április 16   | Kojang             | Dél-Korea               | Goyang Stadion             | Twice Elyanna               | 318 309 / 318 309              | $34 448 581    |
| Április 18   | Kojang             | Dél-Korea               | Goyang Stadion             | Twice Elyanna               | 318 309 / 318 309              | $34 448 581    |
| Április 19   | Kojang             | Dél-Korea               | Goyang Stadion             | Twice Elyanna               | 318 309 / 318 309              | $34 448 581    |
| Április 22   | Kojang             | Dél-Korea               | Goyang Stadion             | Twice Elyanna               | 318 309 / 318 309              | $34 448 581    |
| Április 24   | Kojang             | Dél-Korea               | Goyang Stadion             | Twice Hanroro               | 318 309 / 318 309              | $34 448 581    |
| Április 25   | Kojang             | Dél-Korea               | Goyang Stadion             | Twice Hanroro               | 318 309 / 318 309              | $34 448 581    |
| Május 31     | Stanford           | Egyesült Államok        | Stanford Stadion           | Willow Elyanna              | —                              | —              |
| Június 1     | Stanford           | Egyesült Államok        | Stanford Stadion           | Willow Elyanna              | —                              | —              |
| Június 6     | Paradise           | Egyesült Államok        | Allegiant Stadion          | Willow Elyanna              | —                              | —              |
| Június 7     | Paradise           | Egyesült Államok        | Allegiant Stadion          | Willow Elyanna              | —                              | —              |
| Június 10    | Denver             | Egyesült Államok        | Empower Field at Mile High | Willow Elyanna              | —                              | —              |
| Június 13    | El Paso            | Egyesült Államok        | Sun Bowl                   | Willow Elyanna              | —                              | —              |
| Június 14    | El Paso            | Egyesült Államok        | Sun Bowl                   | Willow Elyanna              | —                              | —              |
| Július 7     | Toronto            | Kanada                  | Rogers Stadion             | Ayra Starr Elyanna          | —                              | —              |
| Július 8     | Toronto            | Kanada                  | Rogers Stadion             | Ayra Starr Elyanna          | —                              | —              |
| Július 11    | Toronto            | Kanada                  | Rogers Stadion             | Ayra Starr Elyanna          | —                              | —              |
| Július 12    | Toronto            | Kanada                  | Rogers Stadion             | Ayra Starr Elyanna          | —                              | —              |
| Július 15    | Foxborough         | Egyesült Államok        | Gillette Stadion           | Ayra Starr Elyanna          | —                              | —              |
| Július 16    | Foxborough         | Egyesült Államok        | Gillette Stadion           | Ayra Starr Elyanna          | —                              | —              |
| Július 19    | Madison            | Egyesült Államok        | Camp Randall Stadion       | Ayra Starr Elyanna          | —                              | —              |
| Július 22    | Nashville          | Egyesült Államok        | Nissan Stadion             | Ayra Starr Elyanna          | —                              | —              |
| Július 26    | Miami Gardens      | Egyesült Államok        | Hard Rock Stadion          | Ayra Starr Elyanna          | —                              | —              |
| Július 27    | Miami Gardens      | Egyesült Államok        | Hard Rock Stadion          | Ayra Starr Elyanna          | —                              | —              |
| Augusztus 18 | Kingston upon Hull | Anglia                  | Craven Park                | TBA                         | —                              | —              |
| Augusztus 19 | Kingston upon Hull | Anglia                  | Craven Park                | TBA                         | —                              | —              |
| Augusztus 22 | London             | Anglia                  | Wembley Stadion            | TBA                         | —                              | —              |
| Augusztus 23 | London             | Anglia                  | Wembley Stadion            | TBA                         | —                              | —              |
| Augusztus 26 | London             | Anglia                  | Wembley Stadion            | TBA                         | —                              | —              |
| Augusztus 27 | London             | Anglia                  | Wembley Stadion            | TBA                         | —                              | —              |
| Augusztus 30 | London             | Anglia                  | Wembley Stadion            | TBA                         | —                              | —              |
| Augusztus 31 | London             | Anglia                  | Wembley Stadion            | TBA                         | —                              | —              |
| Szeptember 3 | London             | Anglia                  | Wembley Stadion            | TBA                         | —                              | —              |
| Szeptember 4 | London             | Anglia                  | Wembley Stadion            | TBA                         | —                              | —              |
| Szeptember 7 | London             | Anglia                  | Wembley Stadion            | TBA                         | —                              | —              |
| Szeptember 8 | London             | Anglia                  | Wembley Stadion            | TBA                         | —                              | —              |
| Totál        | Totál              | Totál                   | Totál                      | Totál                       | 11 425 688 / 11 425 688 (100%) | $1 269 044 120 |

## Törölt koncertek
| Dátum (2022) | Város     | Ország           | Helyszín     | Ok                                  | For.    |
| ------------ | --------- | ---------------- | ------------ | ----------------------------------- | ------- |
| Április 26   | Inglewood | Egyesült Államok | SoFi Stadion | Logisztikai és produkciós problémák | [ 278 ] |
| Április 30   | Inglewood | Egyesült Államok | SoFi Stadion | Logisztikai és produkciós problémák | [ 278 ] |

## Lásd még
- A legjövedelmezőbb turnék listája
- A leglátogatottabb turnék listája
- A leglátogatottabb koncertek listája